# Liverpool
Pour les articles homonymes, voir Liverpool (homonymie).
Liverpool (/livœʁpul/ ; en anglais : /ˈlɪvəpuːl/) est une cité et un district métropolitain du Merseyside dans la région de l'Angleterre du Nord-Ouest sur la rive est et nord de l'estuaire du fleuve Mersey. La ville faisait partie du comté du Lancashire jusqu'en 1974 avant la formation du comté de Merseyside.
La ville est fondée en 1207 et obtient le statut de cité en 1880. Avec une population de 491 500 habitants en 2017, c'est la sixième ville du Royaume-Uni, et la quatrième d'Angleterre ; l'aire urbaine de Liverpool comprend 864 122 habitants en 2011 (7e région urbaine du Royaume-Uni). En 2021, la population était de 486 100 habitants. Ses habitants s'appellent les Liverpuldiens (Liverpudlians en anglais).
L'ensablement progressif de l'estuaire de la Dee, sur lequel se tenait le port de Chester depuis l'époque romaine, a permis à Liverpool de devenir un port majeur. Au début du XIXe siècle, alors que l'Empire britannique était en pleine expansion économique, environ 40 % de son commerce passe par Liverpool, ce qui contribue grandement à l'importance de la ville. En 1930, la ville est à son apogée avec une population de plus de 850 000 habitants.
Bombardée durant la Seconde Guerre mondiale, la ville entame au lendemain de la guerre sa reconstruction. Elle est touchée par la crise industrielle des années 1970 qui affecte son activité portuaire et dont elle se remet lentement. Liverpool a ainsi perdu de nombreux habitants mais demeure encore une métropole économique de premier rang pour le Nord-Ouest anglais. La ville a entamé un processus de reconversion dans le secteur tertiaire : services à l'industrie, activités commerciales (Liverpool One), et le tourisme (Albert Dock).
Liverpool est liée à la popularité des Beatles, un des plus grands phénomènes de l'industrie discographique mondiale, et développe son activité touristique principalement autour des groupes de musique des années 1960 et des galeries d'art et musées. Liverpool est aussi la sixième ville du Royaume-Uni par son nombre de visiteurs. En ce qui concerne le nombre de musées, Liverpool se classe  deuxième du Royaume-Uni après Londres. En 2008, à l'occasion de son 800e anniversaire, la ville a partagé le titre de capitale européenne de la culture avec Stavanger (Norvège).
Ville multi-culturelle (elle abrite une des plus anciennes communautés chinoises et africaines d'Europe), elle est aussi un important pôle universitaire. Elle est également célèbre pour ses deux principaux clubs de football, Everton et Liverpool, qui évoluent tous deux en Premier League.
L'accent propre aux habitants de Liverpool et du Merseyside est le « scouse » (terme anglais désignant également un ragoût à base de pommes de terre, de viande salée et d'oignons). Le mot « Scouser » est utilisé pour désigner les gens possédant cet accent ou, de façon plus générale, toute personne originaire de Liverpool.

## Toponymie
Le nom de « Liverpool » vient du vieil anglais lifer qui signifie « eau boueuse » et pōl, qui signifie « ruisseau ». Il est mentionné pour la première fois vers 1190 comme Liuerpul. D'autres origines du nom ont été suggérées, comme Elverpool, en référence au grand nombre d'anguilles (eel en anglais aujourd'hui) dans la Mersey.

## Histoire

### Deboroughà cité

#### Fondation auXIIIesiècle
La fondation de la ville est communément située le 28 août 1207, quand la ville est constituée en « borough » et obtient le statut de port par décision royale. Au début, elle est simplement un point de ralliement pour les troupes partant pour l'Irlande et au milieu du XVIe siècle sa population n'est que de 500 habitants. Le bac qui la relie au Wirral (Birkenhead) est le plus ancien connu ; il a été installé par des moines. Les premières rues forment un « H » :
- Bank Street (maintenant Water Street)
- Castle Street
- Chap
- Dale Street
- Juggler Street (maintenant High Street)
- Moor Street (maintenant Tithebarn Street)
- Whiteacre Street (maintenant Old Hall Street)

En 1515, un hôtel-de-ville est construit dans la Dale Street.
La ville est l'enjeu de plusieurs batailles durant la guerre civile anglaise, avec notamment un siège de 18 jours en 1644. En 1699 la ville devient une paroisse ; la même année, son premier navire pour le transport d'esclaves, le Liverpool Merchant, fait voile vers l'Afrique.

#### Port négrier
C'est seulement au XVIIIe siècle, alors que l'ensablement de l'estuaire de la Dee progresse, et que le commerce avec les Antilles devient florissant, surpassant celui avec l'Irlande et avec le continent, que la ville commence à s'étendre. En 1715 le premier dock (darse) à niveau d'eau constant est construit à Liverpool,, suivi d'une multitude de bassins animés par la marée.

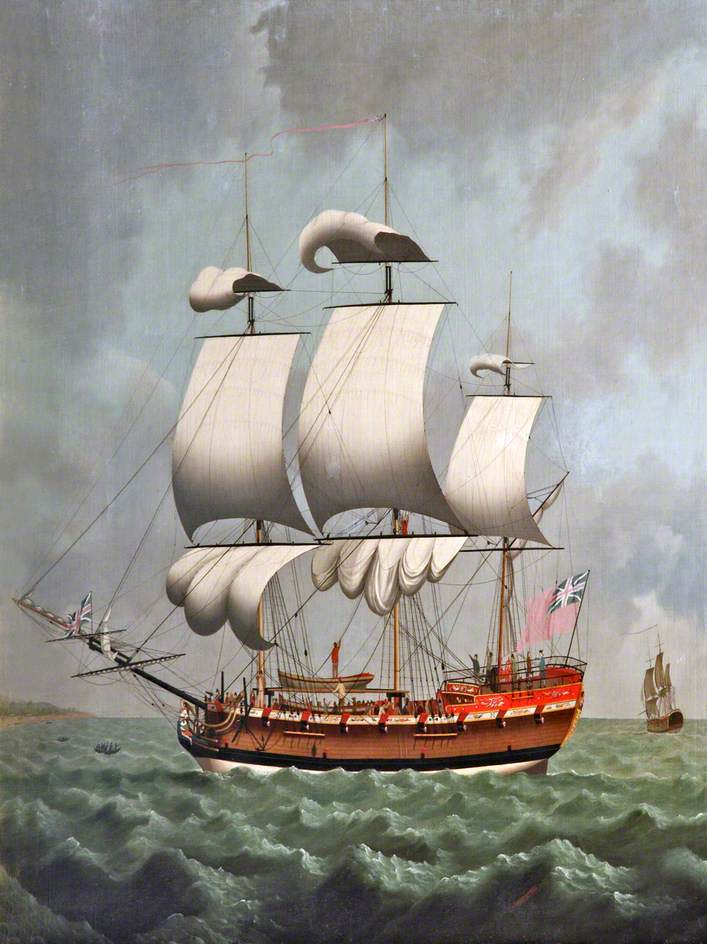
Navire négrier de Liverpool.

Pendant deux siècles, le commerce des esclaves contribue à sa croissance et est à l'origine à la fois de sa richesse et de l'afflux de sa population noire. Liverpool est de loin le principal port négrier d'Europe. Au total, entre 1686 et 1811, ce sont 4 894 expéditions de traite qui sont organisées depuis son port, ayant entraîné la déportation de 1 381 576 captifs de l'Afrique vers les colonies européennes d'Amérique.
Au début du XIXe siècle, environ 40 % du commerce maritime de l'Empire britannique passe par Liverpool. La construction de grands édifices à cette époque témoigne de cette richesse passée.

#### Forte croissance de la population auXIXesiècle

En 1830, Liverpool voit l'ouverture de la première ligne commerciale de chemin de fer.

En 1830, Manchester et Liverpool sont les deux premières villes reliées par une voie ferrée, la Liverpool and Manchester Railway.
La population continue de croître à un rythme élevé, particulièrement pendant les années 1840, quand un grand nombre d'Irlandais affluent à cause de la grande famine. En 1851, le quart de la population de la ville est ainsi née en Irlande.
En 1880, la ville gagne le statut de cité.

### «Seconde ville de l'Empire»

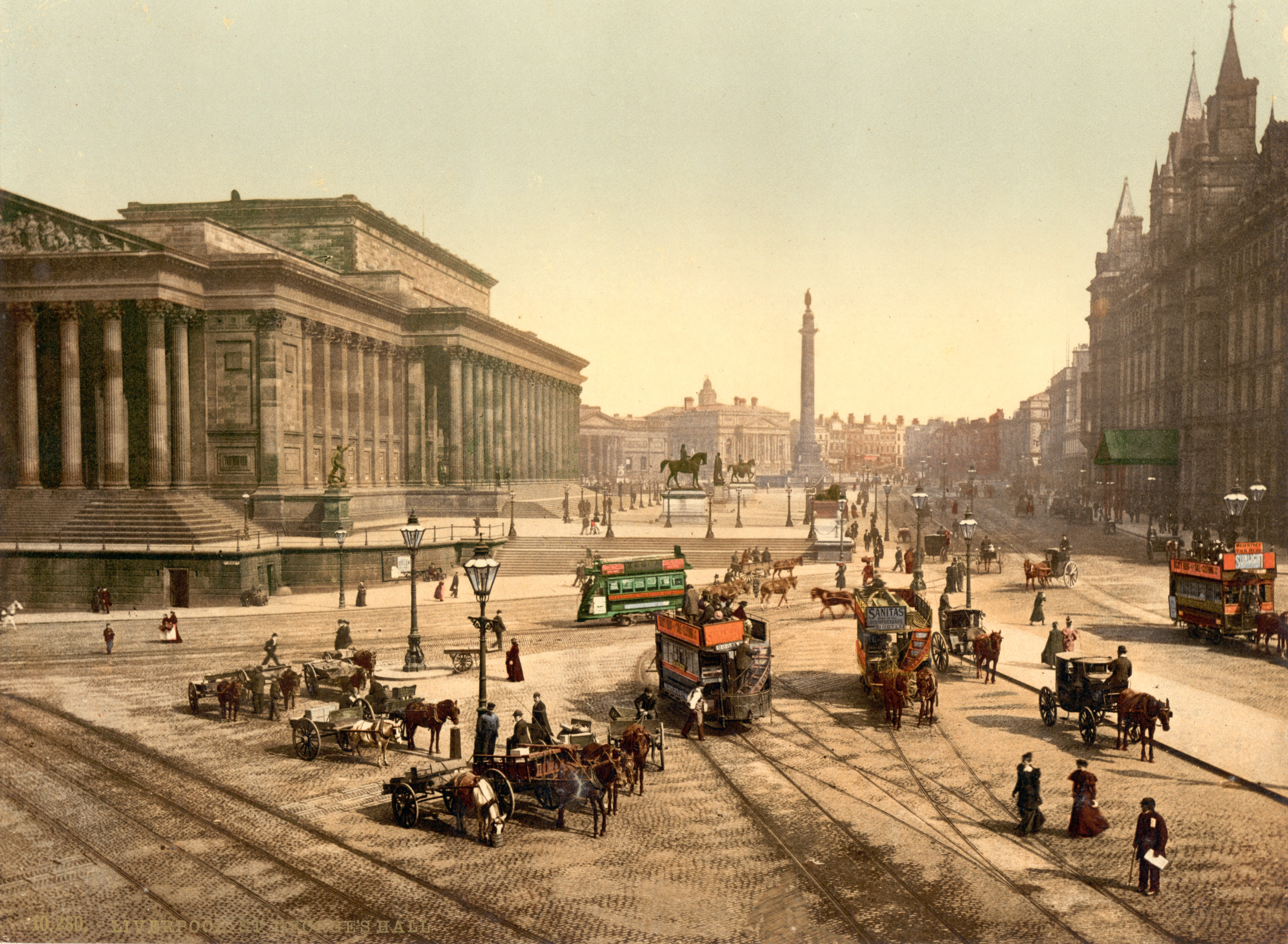
Lime Street dans les années 1890, à gauche le St.George's Hall, à droite l'hôtel Great North Western, au milieu la colonne de Victoria.

Dans la seconde moitié du XIXe siècle, Liverpool est désignée comme la « Seconde ville de l'Empire » (derrière Londres) par Benjamin Disraeli, qui est Premier ministre alors que l'Empire britannique est à son apogée. À certaines périodes, la richesse de Liverpool excède même celle de Londres, et le bureau des douanes de la ville est le plus gros contributeur d'impôt du pays. Autre indice prouvant l'importance de Liverpool : c'est la seule ville hors de Londres à avoir eu un bureau du gouvernement britannique.
L'ambassadeur des États-Unis James Maury (en) est affecté à Liverpool dès 1790 et reste en poste 39 ans. Dès 1851, la ville est considérée comme la « New York de l'Europe ». Ses bâtiments de taille impressionnante traduisent les ambitions de la ville au tournant du XXe siècle.
La marche no 1 de la série de marches militaires Pomp and Circumstance d'Edward Elgar, souvent considérée comme l'hymne de l'Angleterre, est dédiée par son compositeur à son ami Alfred E. Rodewald et à la Liverpool Orchestral Society.

### XXesiècle

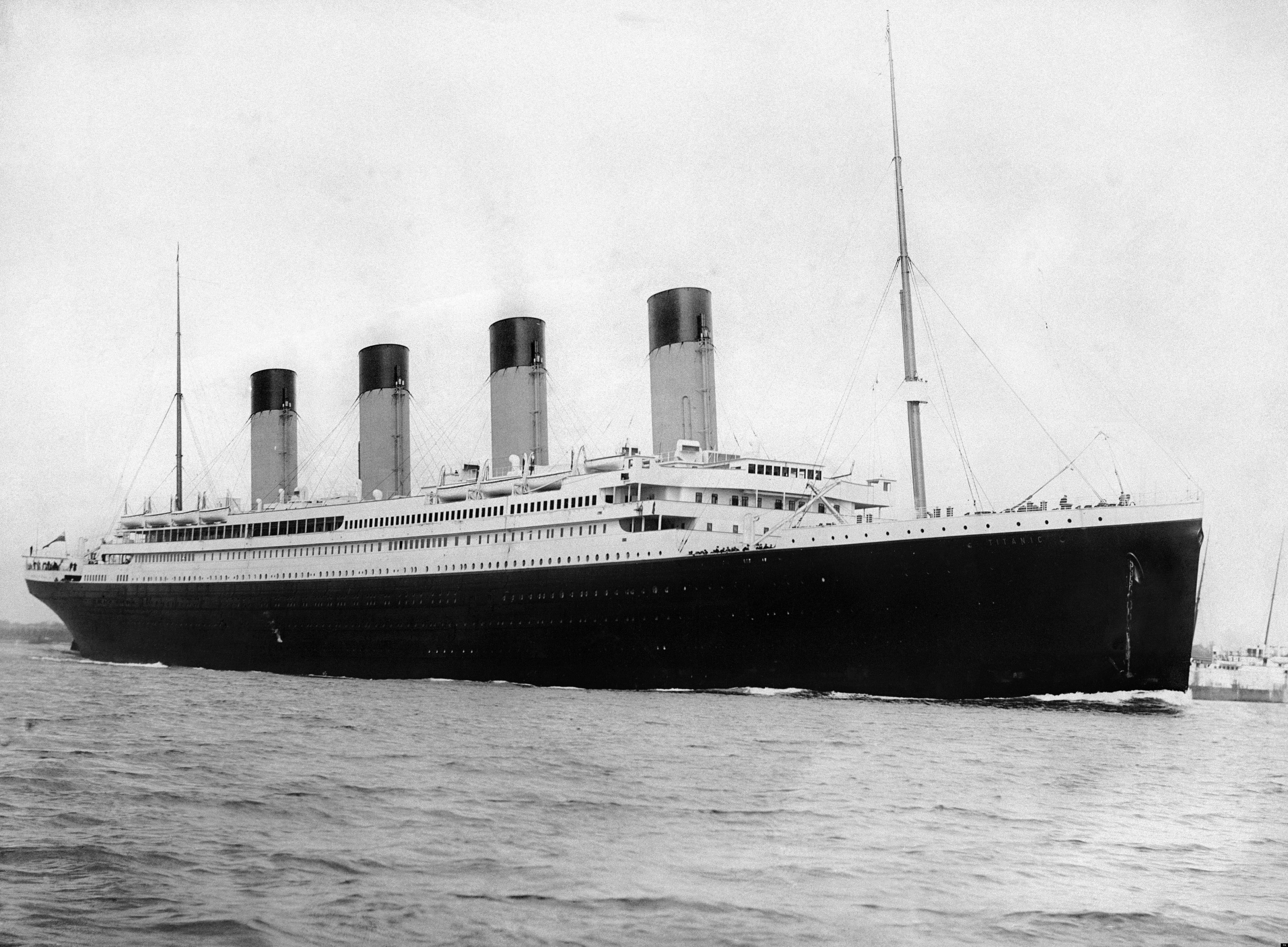
Le Titanic était immatriculé à Liverpool

Une loi de 1919 (le « Housing Act », sur le logement) engendre la construction de nombreuses maisons à loyer modéré, louées par la municipalité ensuite dans les années 1920 et 1930. Cela a pour conséquence le déménagement de milliers de familles depuis le centre-ville vers la banlieue (création de cités-jardins), ce qui devait améliorer leurs conditions de vie. La construction de lotissements se poursuit après la Seconde Guerre mondiale, bien qu'en même temps des programmes de réhabilitation du centre sont mis en place. La construction de deux tunnels routiers vers le Wirral (aménagements fonciers) accélère ce mouvement (« Queensway » (1934) puis « Kingsway » (1971)).
La croissance se poursuit durant la première moitié du XXe siècle et la population atteint un pic en dépassant les 850 000 personnes en 1930, année durant laquelle la ville accueille le premier aéroport régional du Royaume-Uni.
La ville est bombardée durant la Seconde Guerre mondiale (80 raids sur le comté), surtout en mai 1941 ; elle est la deuxième cible privilégiée après Londres. Bien que « seulement » 2 500 personnes meurent des bombardements, plus de la moitié des maisons subissent des dégâts et 11 000 sont détruites. C'est que l'importance stratégique de la ville est reconnue à la fois par Hitler et Churchill. La bataille de l'Atlantique a été planifiée à Liverpool, les locaux souterrains ayant été depuis transformés en musée.
Après la guerre, des reconstructions sont effectuées et de nombreux immeubles rebâtis. Le Seaforth Dock, à l'époque le plus grand projet de dock de Grande-Bretagne, est également construit. Les nombreux projets de reconstruction du centre imaginés dans les années 1950 et 1960 sont alors et demeurent impopulaires, et balaient la plupart des immeubles hérités de la période d'avant-guerre ayant survécu aux bombardements afin de laisser place au renouveau de la ville.
Dans les années 1960 la ville devient le centre de la musique Beat, que l'on associe avec les Beatles et autres groupes rock de Liverpool de l'époque (Gerry and the Pacemakers, etc).

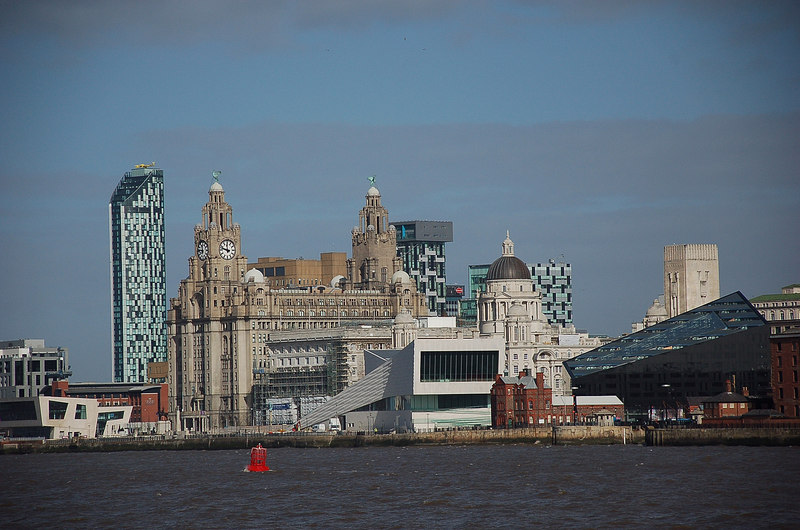
Pier Head avec les « trois grâces » et le quartier d'affaires derrière (West Tower à gauche).

La ville connaît encore quelques années de prospérité. Cependant, à partir des années 1970, avec d'une part le déclin de l'industrie manufacturière britannique dans le nord du pays (principalement l'industrie textile du Lancashire), et d'autre part l'émergence d'une nouvelle concurrence (internationale et nationale, exemple : Southampton), ou encore l'utilisation de nouvelles façons de procéder au transport maritime (les conteneurs nécessitant moins de main-d'œuvre), la ville voit sa population se réduire à 460 000 habitants en 1985. Le plus gros employeur est alors la municipalité après la fermeture d'une entreprise de construction automobile. Le sociologue Paul Millward relève qu'« un rapport de 1981 rendu public vingt-huit ans plus tard affirmait que l'objectif du gouvernement de Margaret Thatcher était de laisser la ville mourir. » La désindustralisation entraine une forte hausse du chômage et de la pauvreté.
Depuis les années 1990, la ville se redresse progressivement et connaît alors un taux de croissance supérieur à la moyenne nationale.
En 1974, la ville devient partie intégrante du district métropolitain de Merseyside et sort ainsi du Lancashire.

### XXIesiècle
La ville tente de développer le tourisme autour des groupes de musique des années 1960, particulièrement des Beatles, ainsi qu'autour de ses galeries d'art et de ses musées. Liverpool possède ainsi le deuxième plus grand nombre de musées au Royaume-Uni après Londres.
En 2004, commence le projet Liverpool One, dans lequel sont investies 920 millions de livres ; c'est un vaste centre commercial situé dans le centre-ville, constituant un projet immobilier du groupe financier Grosvenor créé pour redynamiser la ville.
En 2007, la ville fête le 800e anniversaire de sa fondation. En 2008, elle est capitale européenne de la culture. L'événement principal est en septembre le défilé de « La Princesse ». Conçue par François Delarozière, c'est une araignée mécanique de 20 mètres de haut et pesant 37 tonnes ; elle représente les huit « pattes » de Liverpool : l'honneur, l'histoire, la musique, la Mersey, les ports, la gouvernance, le soleil et la culture.
Le 7 octobre 2022, la BBC et l'Union européenne de radio-télévision (UER) annoncent que la ville accueillera le Concours Eurovision de la chanson 2023 au nom de l'Ukraine, vainqueur du concours en 2022, qui n'a pas pu répondre aux exigences de l'organisation du concours en raison des problèmes de sécurité causés par l'invasion de l'Ukraine par la Russie en 2022. Le concours se tient les 9, 11 et 13 mai 2023 à la M&S Bank Arena. C'est la première fois que le concours se déroule à Liverpool, et la neuvième fois, ce qui constitue un record, que le Royaume-Uni accueille le concours, la dernière fois ayant eu lieu à Birmingham en 1998.

### Innovations et notoriété

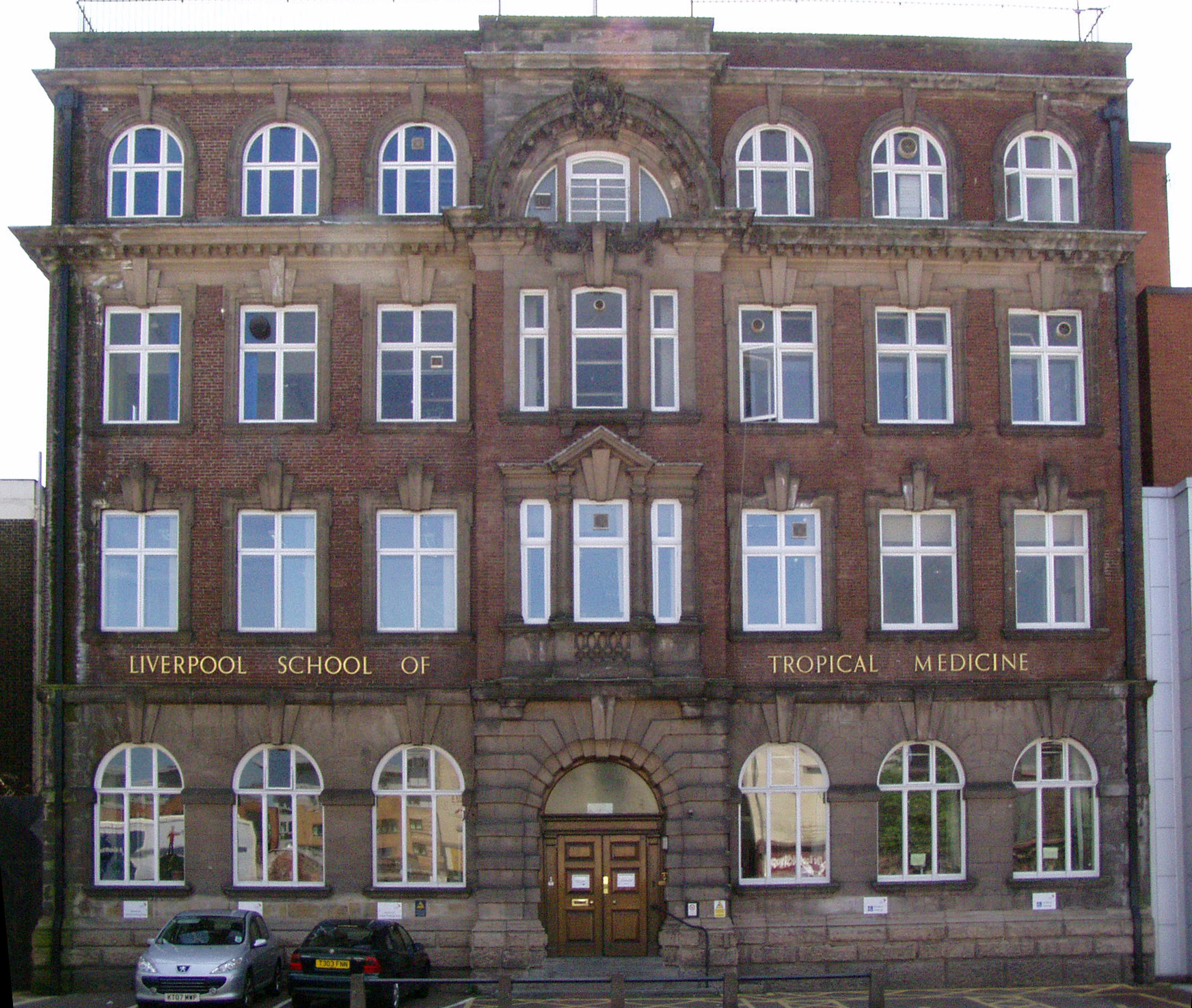
École de médecine tropicale

Dans le domaine des transports, la ville de Liverpool a été dans son histoire particulièrement innovante. En effet, au Royaume-Uni, Liverpool est la première à se doter de :
- un ferry [réf. nécessaire];
- une ligne de train (Liverpool and Manchester Railway) en 1830 ;
- un bateau à vapeur transatlantique[réf. nécessaire] ;
- un tramway en 1859 (le 2e en Europe après Paris en 1853) [15] ;
- un train électrique en 1903[16] ;
- une ligne régulière par hélicoptère (Liverpool – Cardiff par la BEA en 1950[17]).

L'Oriel Chambers, construit en 1864 par Peter Ellis, est l'un des premiers bâtiments à armature en métal, innovation qui ouvre la porte aux gratte-ciel.
En finances, les premiers produits dérivés (les cotton futures) sont échangés aux Liverpool Cotton Exchange à la fin des années 1700.
Frank Hornby est un inventeur de jouets originaire de Liverpool qui a notamment créé les Meccano, les Hornby Model Railways et les Dinky Toys.
Entre 1862 et 1867 a lieu à Liverpool de manière annuelle le Grand Olympic Festival,. Cette manifestation, imaginée par John Hulley et Charles Melly, est à la fois amateur et résolument tournée vers l'international. Le programme des premiers jeux olympiques modernes à Athènes en 1896 était d'ailleurs quasiment identique à celui des festivals. En 1865 Hulley cofonde la Nation Olympian Association à Liverpool, qui est l'ancêtre de la British Olympic Association. Son article de fondation sert également de base à la charte olympique.
En 1897, les frères Lumière filment Liverpool.

## Politique et administration

### Autorité combinée
Liverpool est l'un des cinq districts qui constituent le comté de Merseyside. Depuis le 1er avril 2014, la ville fait partie de l'autorité combinée de la région urbaine de Liverpool avec les quatre autres districts, ainsi que Halton.

### Conseil municipal

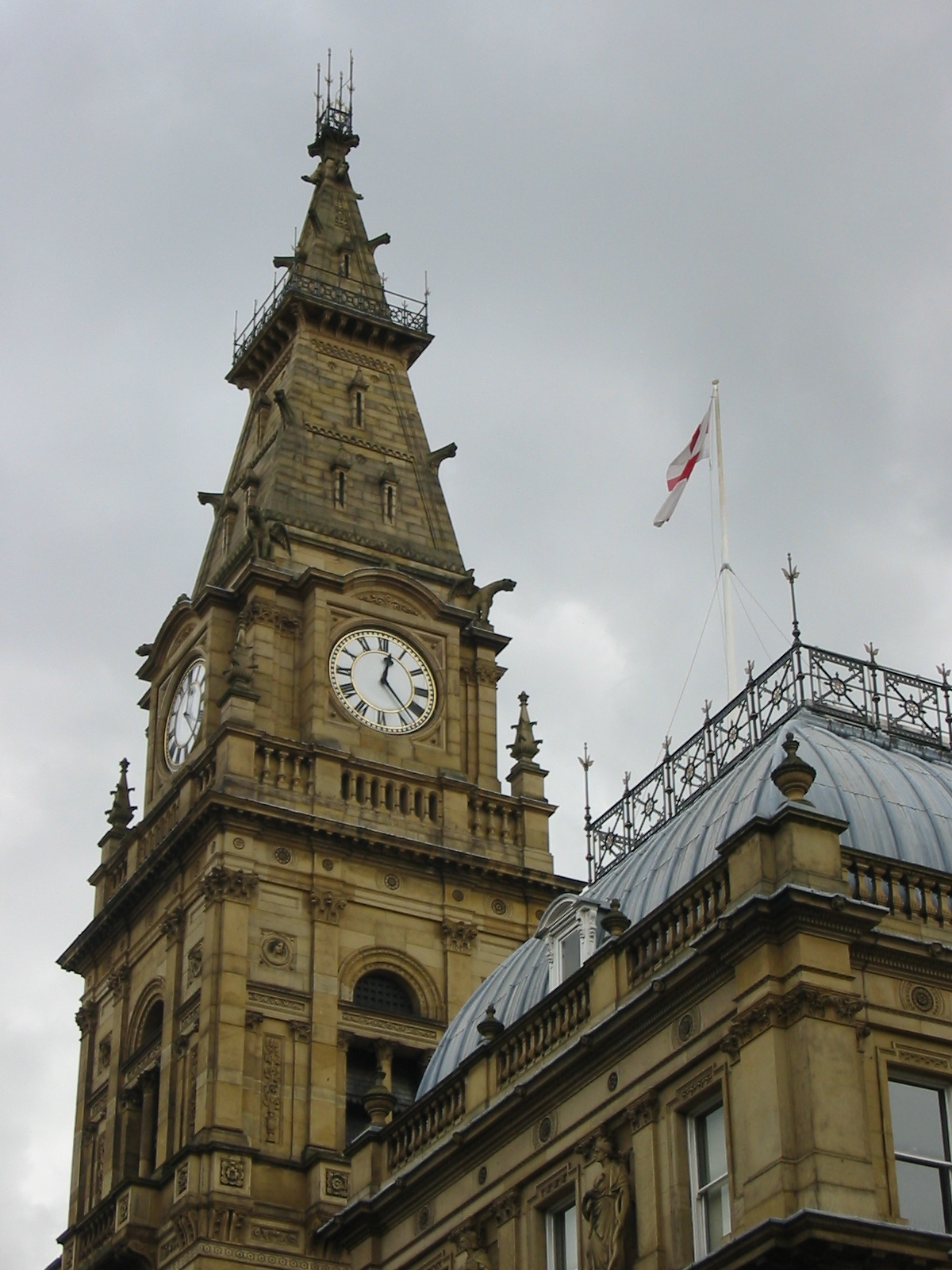
Municipal Buildings, bâtiments administratifs de la ville.

La ville de Liverpool est administrée par un conseil municipal qui comprend 85 conseillers, trois pour chaque ward ou quartier, de la ville, ainsi que cinq administrateurs chargés de s'occuper des affaires courantes. Il élit chaque année un lord-maire qui préside les réunions du conseil et remplit des fonctions honorifiques. Il est le premier citoyen de la ville, qu'il représente et promeut, et a pour charge notamment de soutenir les associations.
Le rôle du président du conseil est d'orienter les débats et de servir de médiateur entre les conseils municipaux de quartier, le conseil municipal central et les partenaires publics ou privés. Entre 2012 et 2023, ces fonctions exécutives étaient exercées par un maire élu par les citoyens.
Lors des élections municipales de mai 2010, le Parti travailliste reprend le contrôle du conseil municipal de Liverpool pour la première fois depuis douze ans.
Depuis les élections de 2023, il dispose de 61 sièges contre 15 pour le parti libéral démocrate, ainsi que 3 chacun pour les Parti vert, le Parti libéral et les indépendants. Le Parti conservateur, l'un des trois grands partis au Royaume-Uni, n'a aucun représentant.
| Parti au pouvoir    | Année           | Leaders |
| ------------------- | --------------- | --- |
| pas de majorité     | 1974-1983       | 1974-1975 Cyril Carr (libéral) 1975-1976 : Bill Smyth (Liberal) 1976-1978 : John Hamilton (Labour) 1978 (mai-juin) : Eddie Roderick (travailliste) 1979-1983 : Trevor Jones (Liberal) |
| Travailliste        | 1983 – 1987     | 1983-1986 : John Hamilton 1986-1987 : Tony Byrne |
| Parti libéral       | 1987 (mars–mai) | Trevor Jones |
| Travailliste        | 1987-1992       | 1987 (mai–octobre) : Harry Rimmer 1987 – 1990 : Keva Coombes 1990 – 1992: Harry Rimmer                                                                                                |
| pas de majorité     | 1992-1996       | Harry Rimmer (travailliste) |
| Travailliste        | 1996-1998       | Frank Prendergast |
| Démocrates libéraux | 1998-2010       | 1998-2005 : Mike Storey 2005-2010 : Warren Bradley |
| Travailliste        | Depuis 2010     | 2010-2021 : Joe Anderson (en) (maire de 2012 à 2021) 2021-2023 : Joanne Anderson (maire) depuis 2023 : Liam Robinson (en) (président du conseil)                                      |

Pour les élections, la ville est divisées en 30 « wards », par ordre alphabétique il s'agit de :
| 1. Allerton & Hunts Cross 2. Anfield 3. Belle Vale 4. Central 5. Childwall 6. Church 7. Clubmoor 8. County 9. Cressington 10. Croxteth 11. Everton 12. Fazakerley 13. Greenbank 14. Kensington & Fairfield 15. Kirkdale |  | 1. Knotty Ash 2. Mossley Hill 3. Norris Green 4. Old Swan 5. Picton 6. Princes Park 7. Riverside 8. Speke Garston 9. St Michaels 10. Tuebrook & Stoneycroft 11. Warbreck 12. Wavertree 13. West Derby 14. Woolton 15. Yew Tree |

### Circonscriptions électorales et membres du parlement
Liverpool a quatre circonscriptions électorales pour les législatives : Liverpool Riverside, Liverpool Walton, Liverpool Wavertree et Liverpool West Derby.
Aux élections législatives britanniques de 2010, elles furent toutes remportées par le parti travailliste. Les parlementaires sont respectivement : Louise Ellman, Steve Rotheram, Luciana Berger et Stephen Twigg. Pour les élections de 2010, on a procédé à un redécoupage électoral : ainsi la circonscription de Liverpool Garston, en ville, a été fusionnée avec la circonscription de Knowsley South pour former la circonscription de Garston and Halewood. Elle fut remportée par Maria Eagle du parti travailliste.
Lors du référendum de 2016, Liverpool a voté à 58 % pour le maintien du Royaume-Uni au sein de l'Union européenne. En revanche, le quartier d'Afiels, l'un des dix plus pauvres d'Angleterre, a voté à 52 % pour la sortie de l'Union européenne.

### Liens internationaux
Jumelages
- Cologne (Allemagne) depuis 1952
- Odessa (Ukraine) depuis 1987
- Dublin (Irlande) depuis 1997
- Shanghai (Chine) depuis 1999
- Rio de Janeiro (Brésil) depuis 2003

Consulats
- Consulat cap-verdien
- Consulat hongrois
- Consulat italien
- Consulat néerlandais
- Consulat norvégien
- Consulat suédois
- Consulat thaï
- Consulat chilien
- Consulat danois
- Consulat estonien
- Consulat finlandais
- Consulat français
- Consulat allemand
- Consulat islandais
- Consulat roumain
- Consulat tunisien
- Consulat ivoirien
- Consulat américain

## Géographie
Liverpool a été décrite comme se situant « dans le cadre le plus splendide de toutes les cités anglaises ». Situé à 53° 24′ 00″ N, 2° 59′ 00″ O (53.4, -2.98), 283 km au nord-ouest de Londres, la cité est construite sur une crête de collines de grès qui montent jusqu'à environ 70 m autour d'Everton Hill, qui correspond à la limite méridionale de la plaine côtière du Lancashire occidental. L'aire urbaine de Liverpool est contigüe avec les villes de Bootle, Crosby et Maghull au nord et de Kirkby, Huyton, Prescot et Halewood à l'est. Elle fait face à Wallasey et Birkenhead, qui se situent de l'autre côté de la Mersey vers l'ouest.

### Climat
Liverpool connaît un climat maritime tempéré, codé « Cfb » selon la classification de Köppen, comme la plupart des îles Britanniques, avec des étés relativement frais et des hivers doux.
Deux tableaux climatiques sont ici présentés, le premier comprend les relevés du Bidston Observatory. Les températures extrêmes sont celles sur la période 1867-2002, les moyennes entre 1976 et 2002, l'ensoleillement et les précipitations ont elles étaient mesurées sur la période 1971-2000. Le second provient du site Myforecast.
| Mois                              | jan.  | fév.  | mars  | avril | mai   | juin  | jui.  | août  | sep.  | oct.  | nov.  | déc.  | année   |
| --------------------------------- | ----- | ----- | ----- | ----- | ----- | ----- | ----- | ----- | ----- | ----- | ----- | ----- | ------- |
| Température minimale moyenne (°C) | 2,6   | 2,6   | 4,1   | 5,4   | 8,4   | 10,9  | 13,1  | 13,1  | 11,2  | 8,5   | 5,6   | 3,6   | 7,42    |
| Température maximale moyenne (°C) | 6,8   | 7,2   | 9,2   | 11,5  | 15,3  | 17,3  | 19,2  | 19,3  | 16,6  | 13,1  | 9,6   | 7,4   | 12,71   |
| Record de froid (°C)              | −12,8 | −11,3 | −7,5  | −5    | 0     | 3,4   | 6,6   | 5,2   | 3,7   | −2,9  | −5,3  | −10,7 |         |
| Record de chaleur (°C)            | 14,7  | 16,6  | 21,2  | 25,3  | 28,1  | 30,7  | 31,6  | 34,5  | 30,4  | 24,6  | 17,8  | 15,8  |         |
| Ensoleillement (h)                | 56    | 70,3  | 105,1 | 154,2 | 207   | 191,5 | 197   | 175,2 | 132,7 | 97,3  | 65,8  | 46,8  | 1 499,1 |
| Précipitations (mm)               | 61,65 | 48,81 | 51,86 | 43,86 | 50,83 | 63,07 | 46,08 | 59,25 | 61,5  | 60,58 | 60,34 | 68,82 | 684,37  |

| Mois                                | jan. | fév. | mars | avril | mai  | juin | jui. | août | sep. | oct. | nov. | déc. | année |
| ----------------------------------- | ---- | ---- | ---- | ----- | ---- | ---- | ---- | ---- | ---- | ---- | ---- | ---- | ----- |
| Température minimale moyenne (°C)   | 2,2  | 2,2  | 3,3  | 4,4   | 7,2  | 10,5 | 12,7 | 12,2 | 10   | 7,2  | 4,4  | 3,3  | 6,6   |
| Température moyenne (°C)            | 5    | 4    | 7    | 8     | 12   | 14   | 17   | 16   | 14   | 11   | 7    | 6    | 10    |
| Température maximale moyenne (°C)   | 6,6  | 6,6  | 9,4  | 11,6  | 15,5 | 17,7 | 20   | 19,4 | 16,6 | 12,7 | 9,4  | 7,7  | 12,7  |
| Record de froid (°C)                | −10  | −7   | −6   | −2    | 0    | 0    | 7    | 5    | 0    | −2   | −5   | −13  |       |
| Record de chaleur (°C)              | 13   | 15   | 17   | 26    | 27   | 32   | 32   | 33   | 27   | 23   | 16   | 15   |       |
| Ensoleillement (h)                  | 62   | 56   | 124  | 150   | 186  | 210  | 186  | 155  | 129  | 93   | 60   | 31   | 1 442 |
| Précipitations (mm)                 | 97   | 94   | 101  | 85    | 68   | 71   | 40   | 55   | 44   | 61   | 78   | 65   | 859   |
| Nombre de jours avec précipitations | 25   | 22   | 26   | 23    | 22   | 22   | 23   | 23   | 24   | 24   | 23   | 25   | 282   |

## Démographie

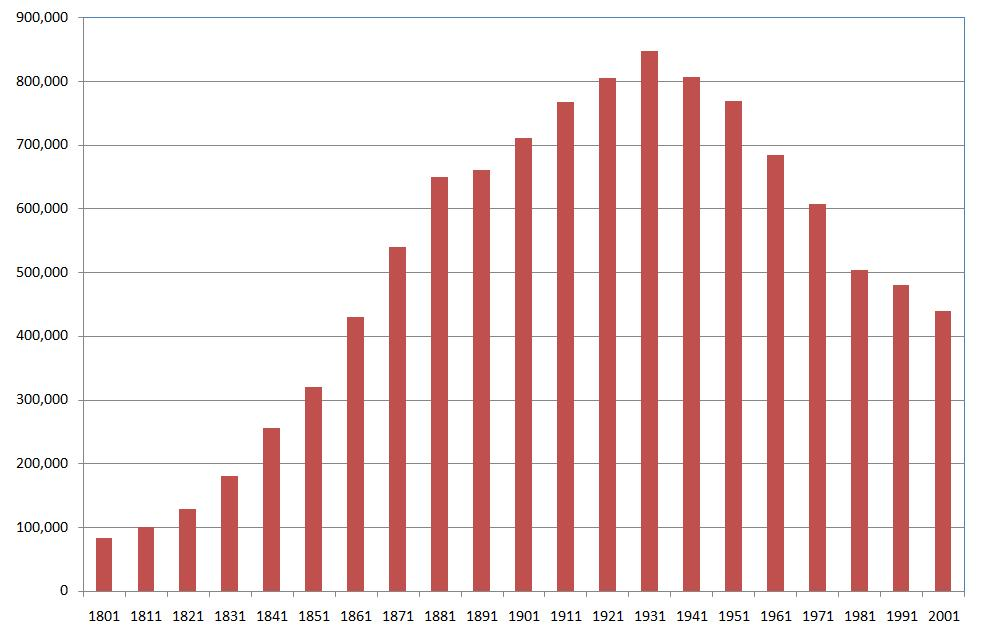
Population de Liverpool, 1801–2001

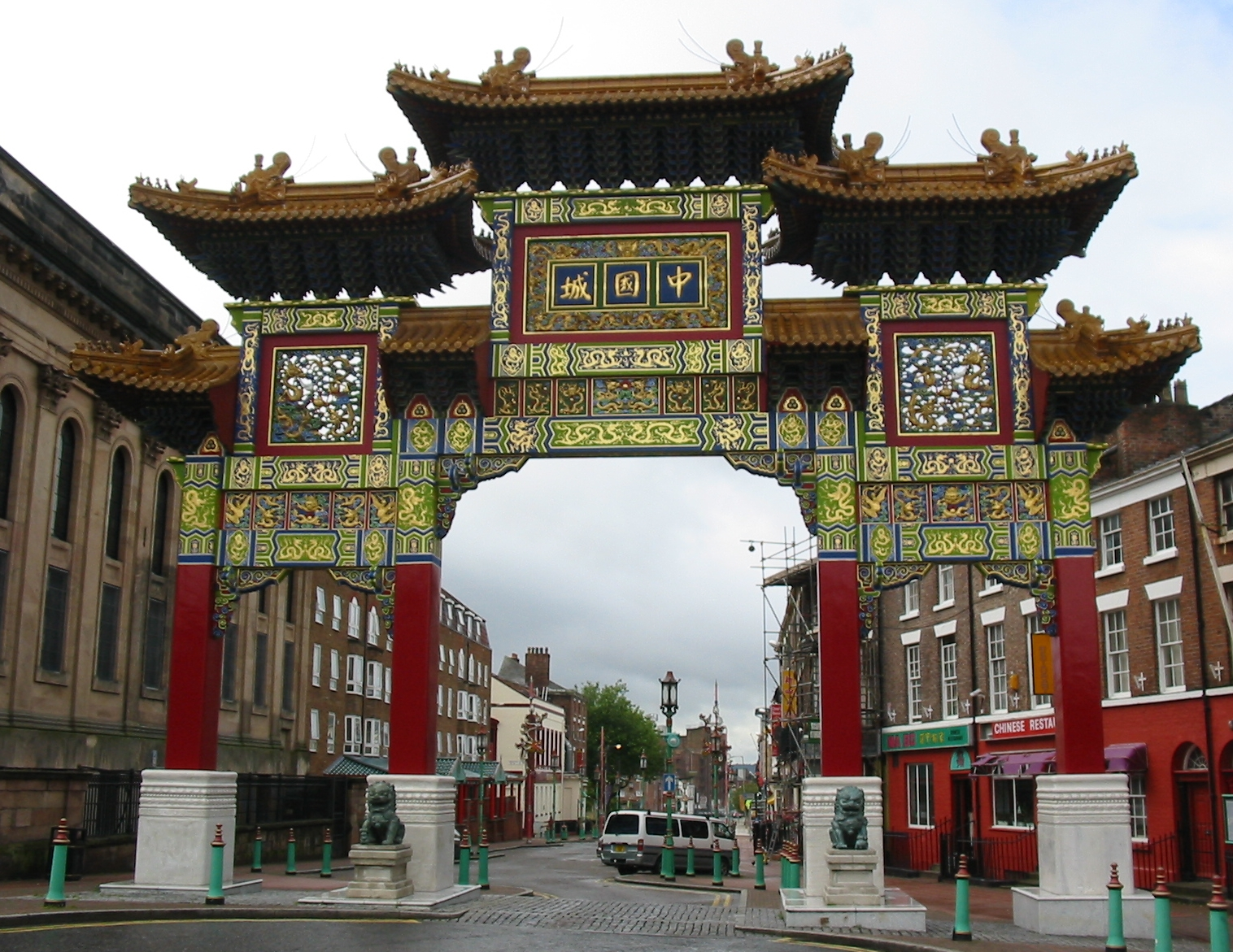
Porte ornementale de Chinatown, Liverpool

En 2008, la ville de Liverpool avait 434 900 habitants et 816 900 habitants pour l'aire urbaine.
La population de Liverpool a connu son maximum dans les années 1930 avec 846 101 habitants recensés en 1931. Depuis la population de la ville décroît, avec notamment une forte baisse dans les années 1970 puisque 100 000 habitants ont quitté la ville entre 1971 et 1981.
La région de Liverpool telle qu'elle est définie par le « Mersey Partnership », incluant le Wirral, Warrington, Flintshire, Chester et d'autres villes alentour, compte environ 2 millions d'habitants.
La population de Liverpool est en moyenne plus jeune que celle des autres villes anglaises : 42,3 % de la population a moins de 30 ans, alors que la moyenne nationale est de 37,4 %. La population active représente 65,1 % de la population totale.

### Communautés ethniques
À Liverpool, 91,5 % de la population est blanche, 2,5 % est d'origine chinoise, 2 % est noire, 2 % est asiatique (autre que chinois) et 2 % est métis.
Liverpool accueille la plus ancienne communauté noire de Grande-Bretagne, remontant au moins aux années 1730, soit une descendance allant jusqu'à 10 générations. Les premières personnes noires à Liverpool étaient soit des marins, soit des enfants de marchand envoyés à Liverpool pour recevoir une éducation, soit des esclaves affranchis, les esclaves entrant dans le pays après 1722 étaient affranchis systématiquement.
La communauté chinoise est, quant à elle, la plus ancienne d'Europe, les premiers habitants, des marins, sont arrivés au XIXe siècle lors de la construction des chemins de fer et travaillaient dans l'intendance des chantiers (comme aux États-Unis). Comme dans d'autres villes, le quartier où la communauté chinoise est très présente se nomme « Chinatown ».
La ville est également connue pour sa population d'origine irlandaise et galloise. En 1813, 10 % de la population était galloise, ce qui valut à la ville le surnom de « capitale du Nord du Pays de Galles ». À cause de la grande famine d'Irlande (1845-1852), 2 millions d'Irlandais émigrèrent à Liverpool en une décennie, beaucoup d'entre eux partant ensuite pour les États-Unis. En 1851 plus de 20 % de la population de Liverpool était née en Irlande. Lors du recensement de 2001, seul 1,17 % de la population était née irlandaise mais beaucoup d'habitants de Liverpool ont des origines irlandaises (entre 30 et 50 %, car la natalité était très forte dans cette communauté).
Les actes de xénophobie visant les musulmans, qui représentent 25 000 personnes, sont en hausse depuis quelques années.

### Religion
À Liverpool, 79,5 % de la population est chrétienne, 1,4 % est musulmane, 0,6 % est juive et 19 % de la population n'a pas de religion.

## Économie
Liverpool constitue l'un des deux principaux centres économiques du Nord-Ouest de l'Angleterre. Son GVA (mesure pouvant être relié au PIB : PIB + subsides - impôts directs) par habitant est supérieur en moyenne à celui du reste du Nord-Ouest anglais. Après des décennies de déclin, son GVA[Quoi ?] a commencé à remonter de nouveau à partir du milieu des années 1990, avec une augmentation de 71,8 % entre 1995 et 2006, et un taux d'emploi augmentant de 12 % entre 1998 et 2006.
L'économie de Liverpool est, comme dans le reste du Royaume-Uni, dominée par le secteur des services à l'industrie, à la fois public et privé. Ainsi, en 2007, 60 % des emplois se trouvaient dans l'administration, l'enseignement, la santé, les banques, la finance et les assurances. Récemment on a pu constater un développement de l'économie tournée vers la connaissance avec des secteurs comme les sciences de la vie ou les médias. L'architecture très riche de Liverpool a fait d'elle la seconde ville la plus filmée du Royaume-Uni (après Londres), pouvant se faire passer à l'écran pour Chicago, Londres, New York, Paris ou même Rome,.

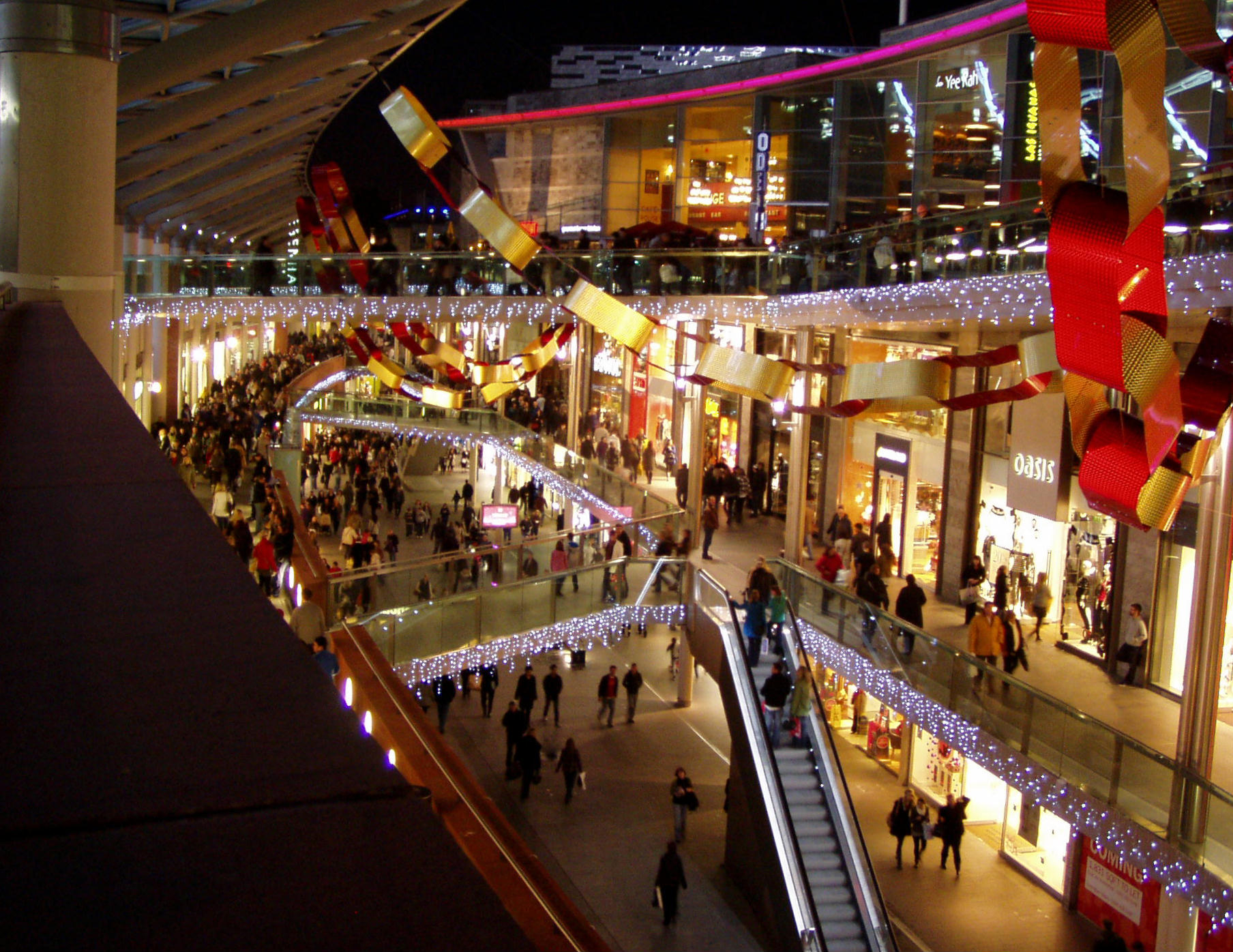
Liverpool One

Liverpool One et Echo Arena ont fait de Liverpool une destination privilégiée pour le shopping, parmi les cinq plus importantes en Angleterre.
Une autre composante importante de l'économie de Liverpool est le tourisme et le secteur des loisirs en général. La ville et sa région possèdent désormais un grand nombre de bâtiments classés (liés à son histoire industrielle) et elles sont le siège de plusieurs musées (de nombreuses fortunes y ont établi des collections). C'est la 6e ville la plus visitée du Royaume-Uni (derrière Londres, Édimbourg, Manchester, Glasgow et Birmingham) et l'une des 100 villes les plus visitées au monde. En 2008, alors que Liverpool était capitale européenne de la Culture, les visiteurs y dépensèrent 188 millions de livres, tandis que le tourisme en général rapporta 1,3 milliard de livres à la ville. Le nouveau port de croisière de la ville, situé proche de Pier Head, fait de la ville une des rares où les paquebots peuvent accoster en plein centre-ville.
Historiquement, l'économie de Liverpool était centrée sur le port et la production de biens manufacturés. Aujourd'hui ces activités ne représentent plus que 10 % des emplois. Néanmoins la ville reste un des principaux ports du Royaume-Uni, avec un trafic de 32,2 millions de tonnes de marchandises en 2008, et le port a même dépassé son activité du début des années 1980. Liverpool est également le siège anglais de nombreuses compagnies de fret maritime tel la japonaise NYK ou la danoise Maersk Line,. Des projets de réaménagement des docks au nord, dans le cadre du projet Liverpool Waters, vise à créer 17 000 emplois à travers l'investissement de 5,5 milliards de livres.

## Monuments

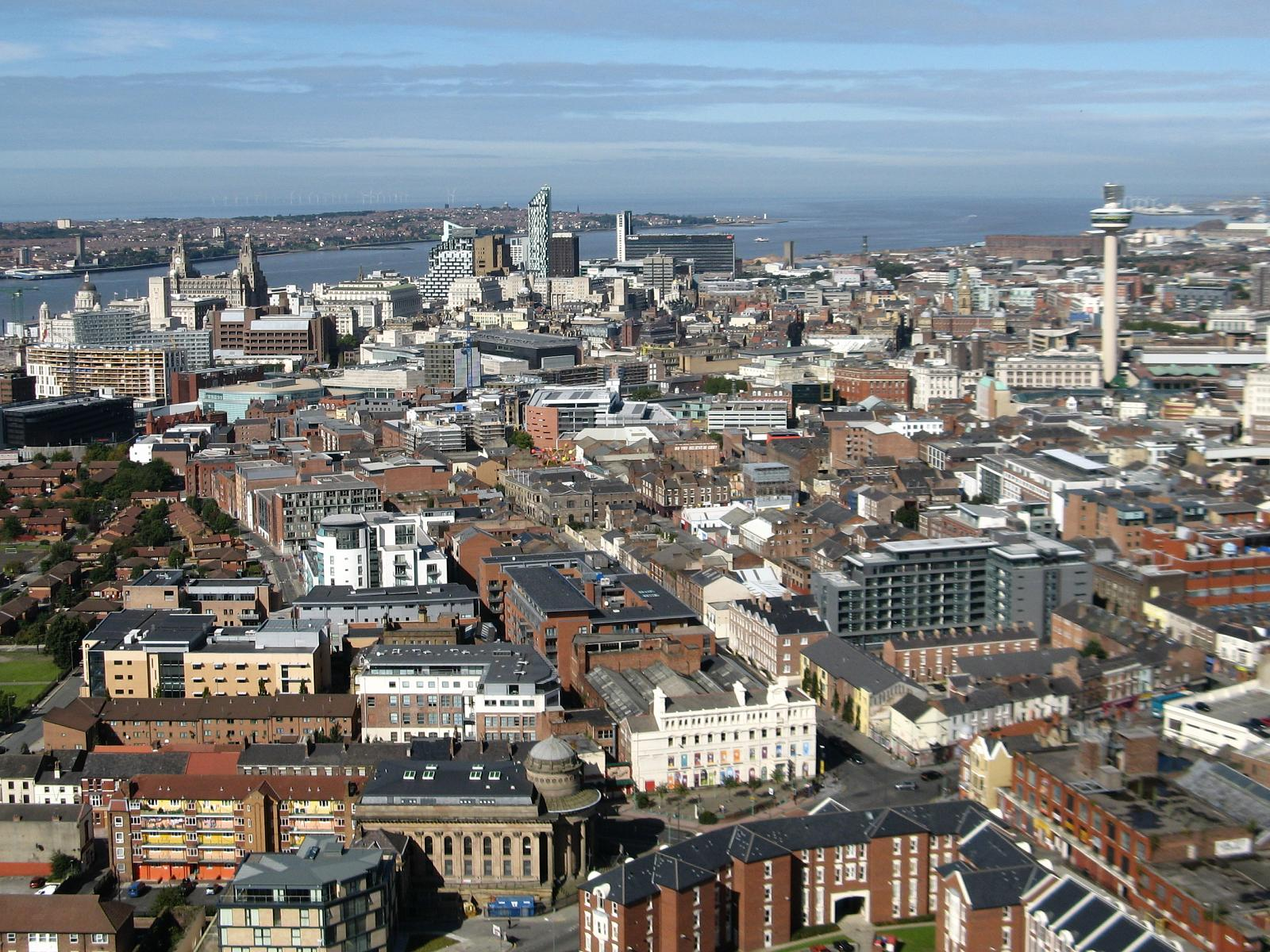
Liverpool, le centre de la ville vue de la cathédrale de Liverpool, avec le quartier financier à gauche et le St. John's Beacon (tour radio) à droite

Liverpool possède une considérable variété de styles architecturaux, allant du style Tudor datant du XVIe siècle au style actuel. La majorité de ses bâtiments datent de la fin du XVIIIe siècle, époque où la ville connaît sa plus forte croissance.
On trouve dans la ville 2 500 bâtiments classés, le plus grand nombre de statues après Westminster, ainsi que des maisons de style georgien, plus nombreuses qu'à Bath. C'est pour cette raison que Liverpool est souvent décrite comme la plus belle ville de l'époque victorienne.
L'UNESCO avait classé le port marchand au patrimoine mondial en 2004, pour son rôle historique dans le développement des échanges internationaux, avant de le déclasser en 2021 en raison d'aménagements lui ayant fait perdre de son authenticité,.

### Front de mer et docks
Composantes d'un port de premier plan en Grande-Bretagne, les docks de Liverpool ont toujours été le moteur du développement de la ville. Parmi eux, le Old Dock de 1715 est le premier bassin à flot (à hauteur d'eau constante quelle que soit la marée), et le premier possédant une grue hydraulique. Le plus connu est l'Albert Dock, de 1846, qui possède une très grande concentration de monuments classés. Construit par Jesse Hartley, il fait à l'époque de Liverpool un port à la pointe de la technologie, contribuant vraisemblablement à son rang de premier port du monde. C'est maintenant une des grandes attractions touristiques de la ville (avec musée consacré aux Beatles, magasins, restaurants). Dans le nord de la ville se trouve le Stanley Dock : l'entrepôt, utilisé pour le tabac, est à sa construction le plus grand bâtiment au monde en termes de surface, et reste encore aujourd'hui l'un des plus grands édifices en briques mondiaux.

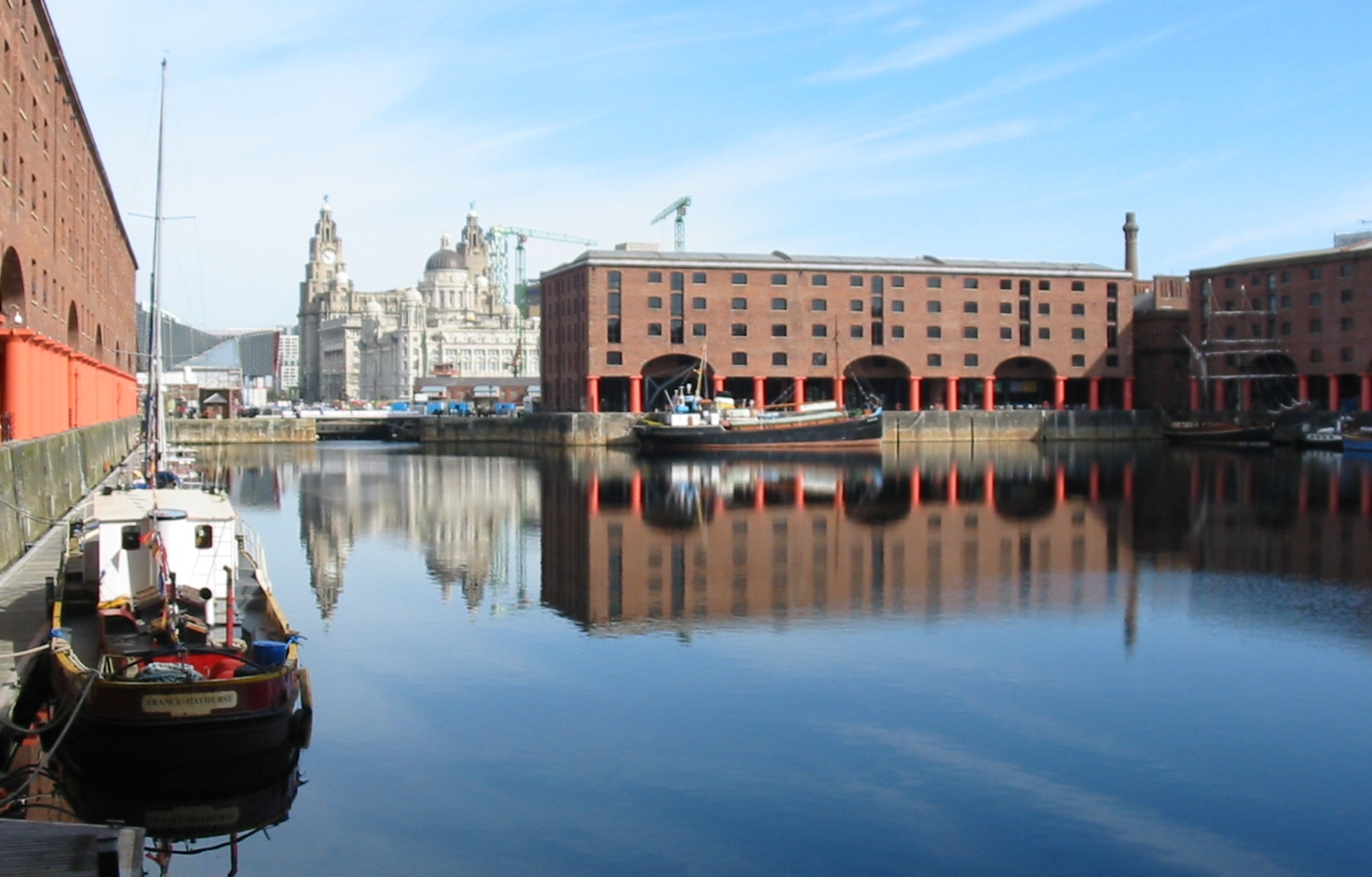
Le Royal Albert Dock est l'un des principaux lieux touristiques de la ville.

L'un des lieux les plus célèbres de Liverpool est sans aucun doute le Pier Head, les trois monuments s'y trouvant : le « Royal Liver Building » (assurances), le « Cunard Building » (compagnie maritime) et le « Port of Liverpool Building » (administration du port) souvent désignés par « les trois grâces », symbolisent à la fois la richesse de la ville au XIXe siècle et le Liverpool maritime. Ils sont construits dans des styles architecturaux différents et forment selon beaucoup un des fronts de mer les plus impressionnants au monde,,,.
Dernièrement, le front de mer a subi des opérations de réhabilitation pour favoriser son réaménagement. La M&S Bank Arena (salle de spectacles), le « BT convention Centre » (expositions) du Kings Dock, la « tour Alexandra » et le « 1 Prince Dock » (bureaux) sur le dock éponyme ainsi que la « Liverpool Marina » (logements de luxe) proche des docks « Coburg » et « Brunswick » sont autant d'exemples de ce renouveau.

### Quartier commerçant

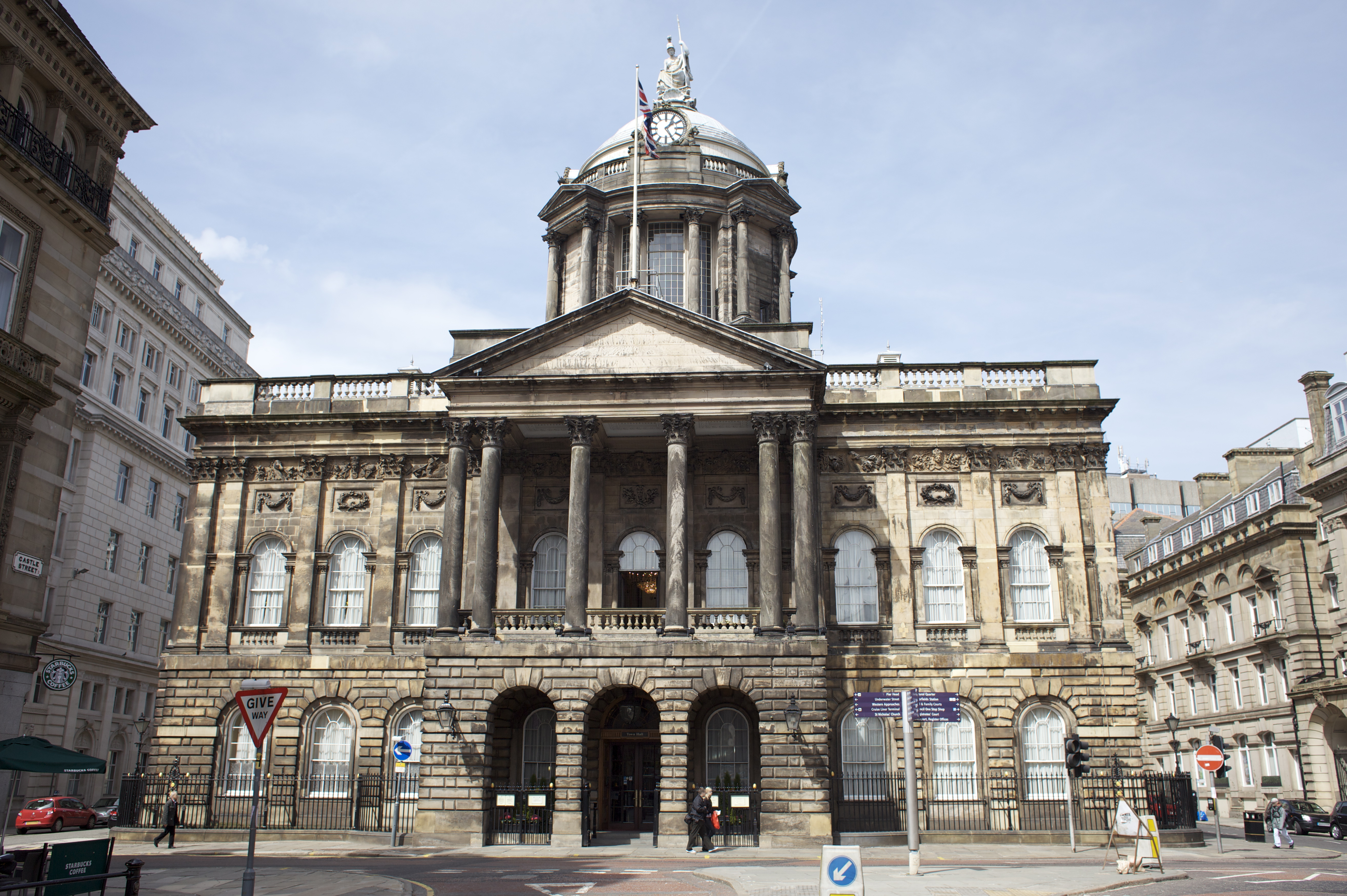
Hôtel de ville de Liverpool.

La place de premier port mondial a valu à Liverpool d'accueillir de nombreux sièges d'armateurs, de compagnies d'assurances, de banques et d'autres activités qui lui sont liées. La richesse d'alors permit également la construction de grands bâtiments publics, permettant à l'administration de « gérer la ville avec fierté ».
Il s'est développé pendant cinq siècles ce qui explique sa grande richesse architecturale,. Le plus vieil édifice du quartier est l'hôtel de ville de Liverpool, qui date de 1754. De style georgien, c'est l'un des bâtiments publics anglais des plus extravagants par sa décoration. La Banque d'Angleterre dans Castle Street, construite entre 1845 et 1848, était l'une des trois annexes régionales de la banque nationale. On trouve notamment dans le quartier : le Tower building (bureaux), l'Albion House (ancien siège de la White Star Line), Compton House (un des premiers grands magasins construits à cet effet en Europe), les Municipal Buildings (ville) et l'Oriel Chambers (bureaux), ce dernier est l'un des tout premiers bâtiments en style moderniste jamais construit (construction de type gratte-ciel),.

### Quartier culturel

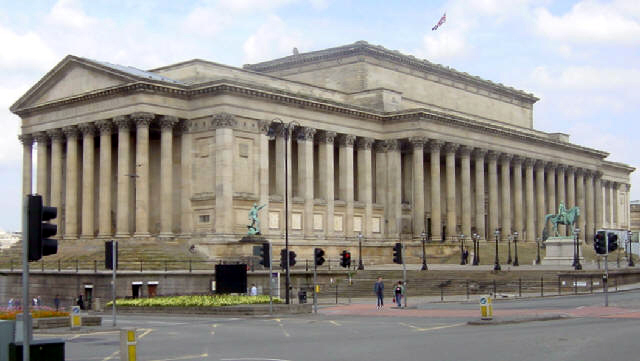
Le St George's Hall de style néo-classique

Le quartier autour de William Brown Street est appelé « quartier culturel », à cause de la présence de nombreux bâtiments publics, tels que la bibliothèque William Brown, la Walker Art Gallery (musée), les chambres de lecture Picton (bibliothèque) et le musée mondial de Liverpool. Le quartier est surtout bâti en style néo-classique, avec notamment le St George's Hall, construit entre 1840 et 1855, probablement un des bâtiments les plus caractéristiques du style en Europe, très impressionnant par sa taille mais qui a très peu servi,. Sur ses portes est inscrit SPQL (ce qui signifie : « Senatus PopulusQue Liverpudliensis », soit « Le Sénat et le peuple de Liverpool »), en référence à l'abréviation latine SPQR. On trouve également dans William Brown Street la colonne de Wellington, la fontaine Steble et bien d'autres sculptures et monuments. Le jardin Saint John se trouve aussi dans ce quartier.

### Autres lieux et monuments d'importance

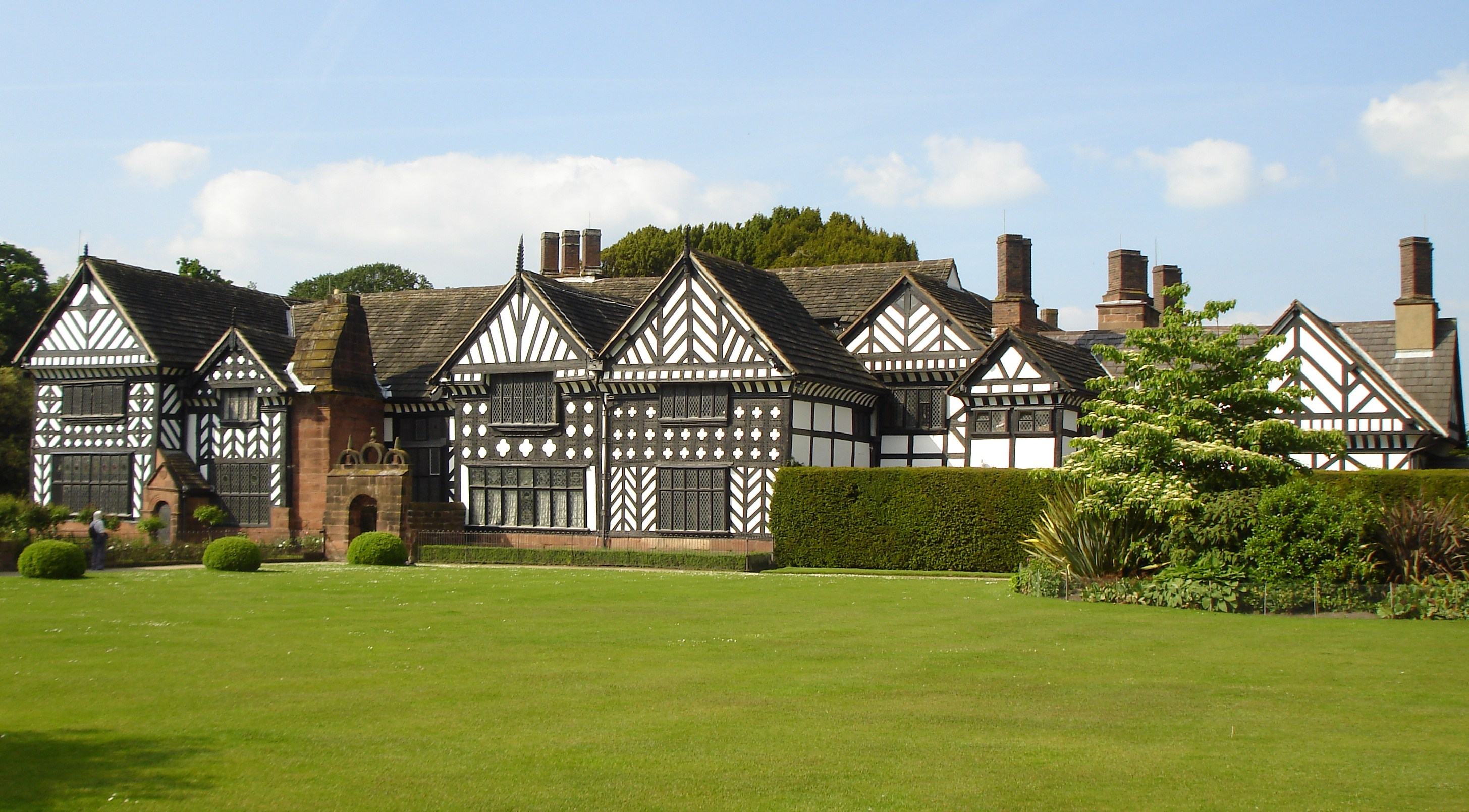
Speke Hall de style Tudor est l'un des plus vieux bâtiments de la ville.

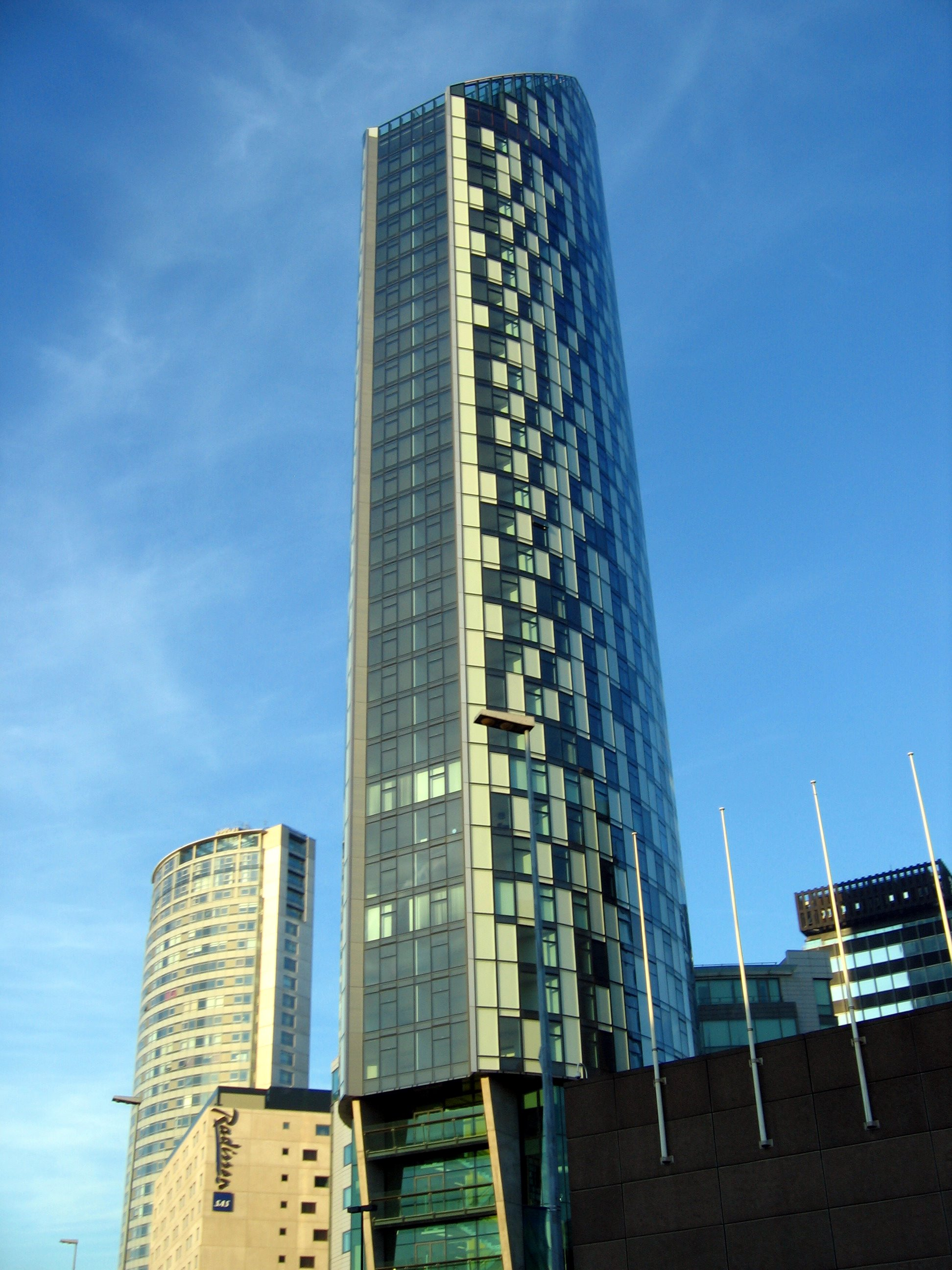
West Tower est la plus haute tour de la ville.

Même si la majorité des bâtiments de Liverpool datent du milieu du XVIIIe siècle, certains sont antérieurs. Ainsi l'une des plus vieilles constructions de la ville est le Speke Hall, non loin de l'aéroport John-Lennon, un manoir de style Tudor construit en 1598 et situé au sud de la ville. Fait de bois (colombages), il se distingue tout particulièrement par sa décoration intérieure de style victorien, qui fut ajoutée au milieu du XIXe siècle. D'autres manoirs de la ville sont anciens : par exemple le Croxteth Hall et le Woolton Hall, datent respectivement de 1702 et 1704. Le plus vieux bâtiment du centre-ville est le Bluecoat Chambers, construit entre 1717 et 1718 dans le style de la Reine Anne,,, et influencé par le travail de Christopher Wren. C'était à l'origine une école : la Bluecoat School (qui a déménagé depuis dans le sud de la ville). Depuis 1908 elle fait office de centre des arts de Liverpool.

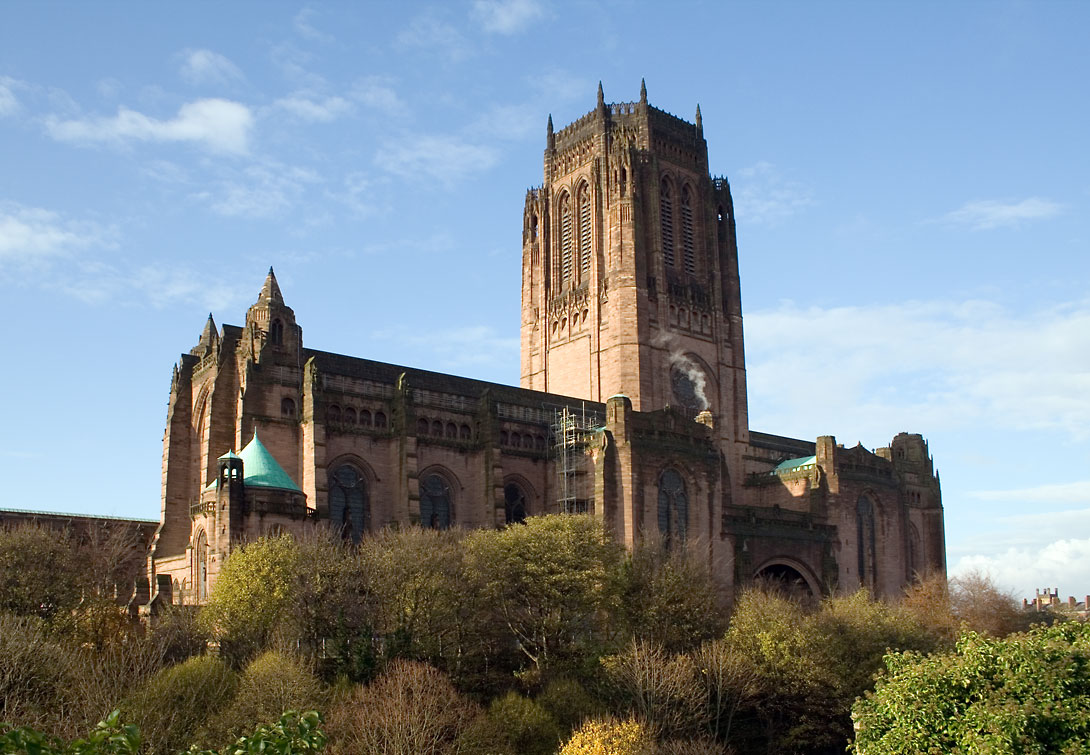
La cathédrale anglicane de Liverpool, la plus grande au monde

Particularité unique, Liverpool possède deux cathédrales, pour deux diocèses différents, sises dans la même rue. La cathédrale anglicane dite « Church of Christ », construite entre 1904 et 1978, est remarquable par sa taille. Elle est en effet le plus grand bâtiment du culte anglican, et la cinquième plus grande église au monde. De style gothique, c'est l'un des plus grands bâtiments construits au XXe siècle. La cathédrale métropolitaine catholique romaine dite « du Christ-Roi », bien que commencée dans les années 1930 (crypte et soubassements), ne fut vraiment construite qu'entre 1962 et 1967. Elle est l'une des premières à oser rompre avec la tradition du design longitudinal.
Plus récemment, la ville a vu la construction de nouveaux gratte-ciel dans le cadre de projet de renouveau de la ville : les Unity Buildings, qui reçurent une récompense dans la catégorie nationale du RIBA (Institut royal d'architecture britannique) en 2007 ; la West Tower qui est, avec 140 mètres, la plus haute tour de Liverpool. D'autres édifices sont à des stades divers de conception ou de construction comme le « Central Village » ou le « Lime Street gateway » (quartier de la gare principale),.
Il y a encore beaucoup d'autres bâtiments notables à Liverpool, comme l'ancien terminal de l'aéroport de Speke, de style Art déco, le Victoria Building de l'université de Liverpool, construit en briques rouges, et l'hôtel Adelphi, qui était considéré comme l'un des plus beaux hôtels au monde (il a reçu la visite de nombreuses personnalités).
Les parcs de style victorien du Merseyside, dont pas moins de dix sont classés, sont parmi les plus beaux du pays.

## Éducation et enseignement

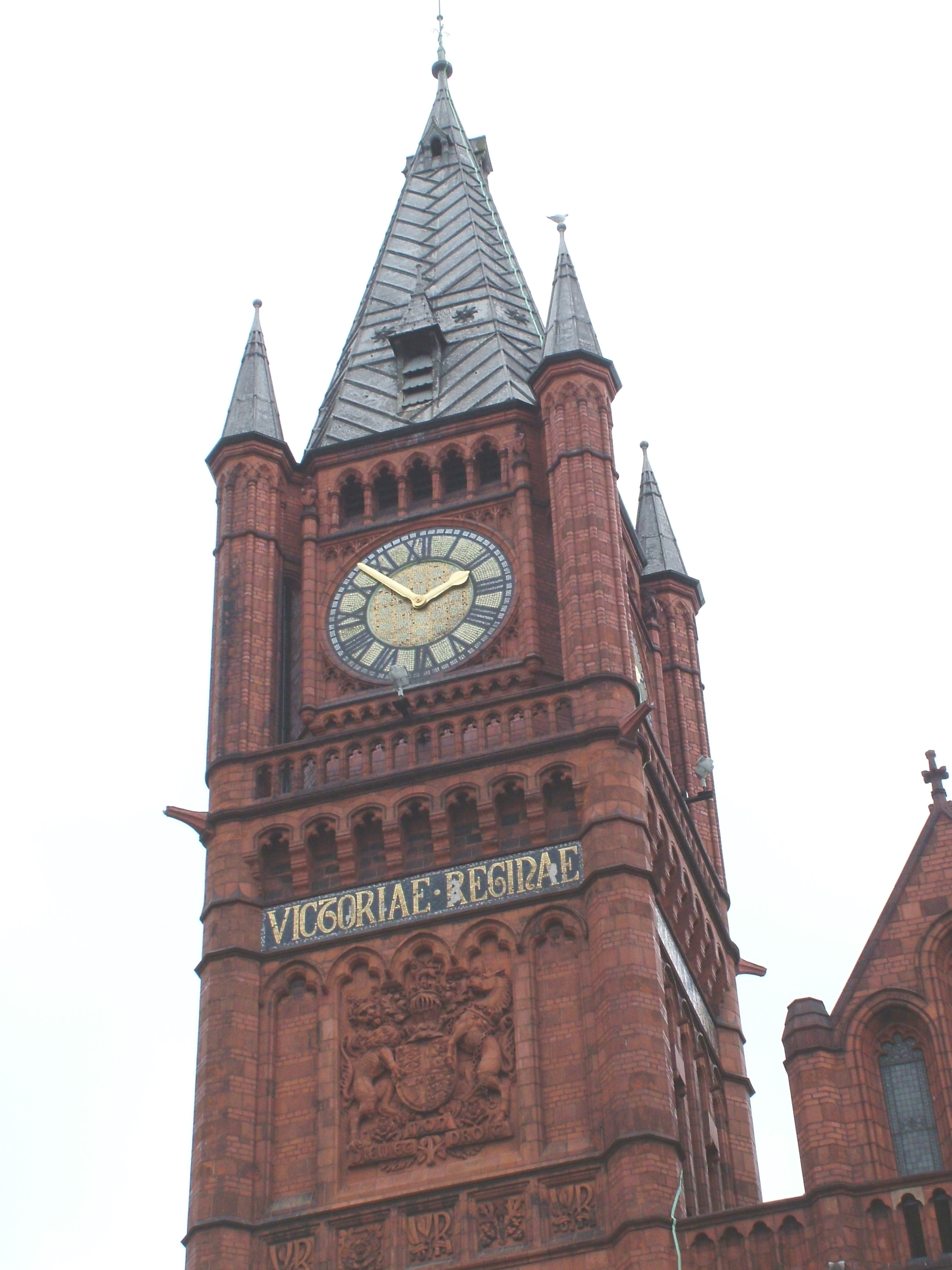
Le Victoria Building de l'université de Liverpool.

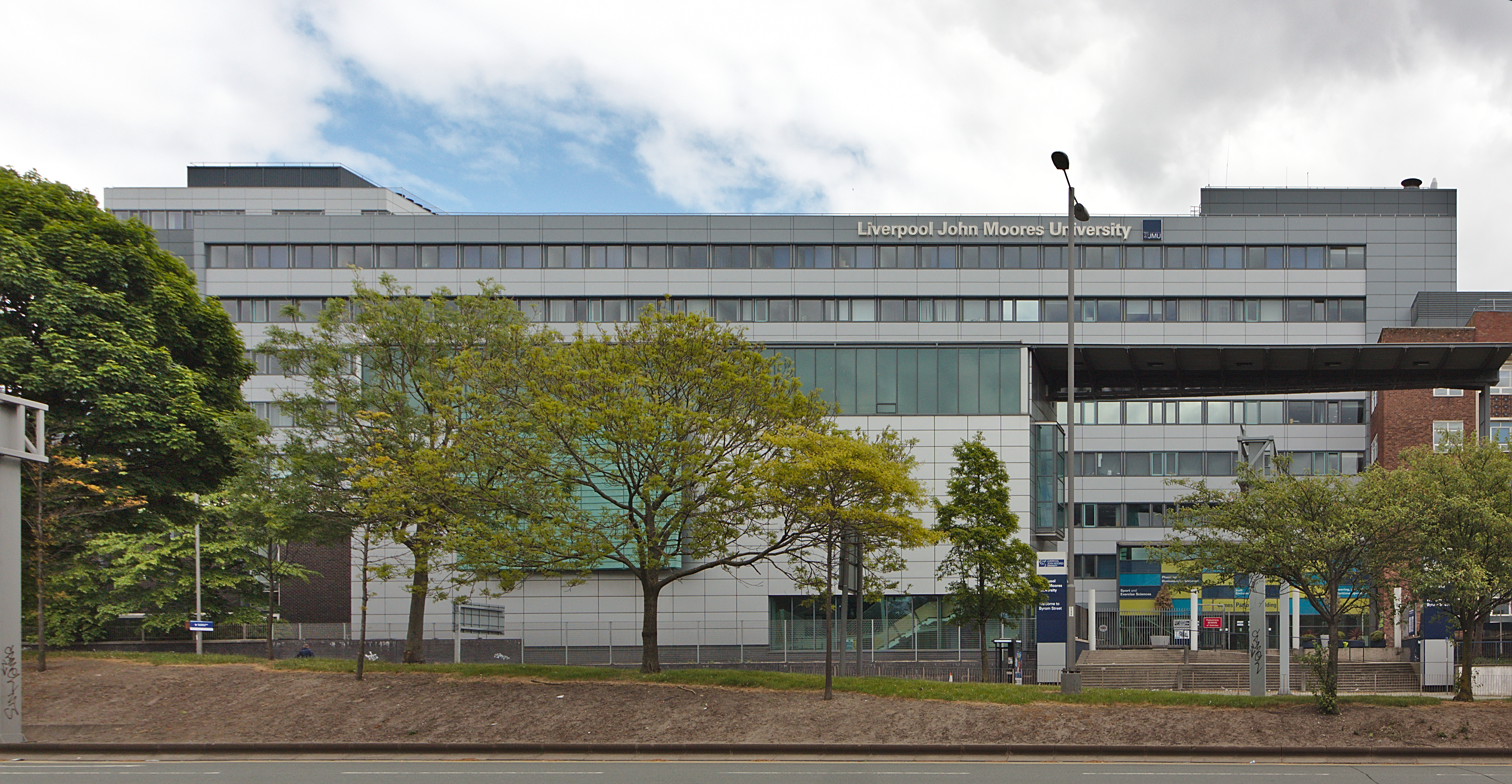
Le campus du centre de l'université de Liverpool John Moores.

Liverpool possède trois grandes universités : l'université de Liverpool, l'université de Liverpool John Moores et l'université de Liverpool Hope. S'ajoute à elles l'université Edge Hill, qui au départ était un centre de formation pour professeurs dans le quartier éponyme. Elle a été fondée en 1885 avant d'être déménagée à Ormskirk dans le Sud-Ouest du Lancashire en 1933. S'ajoute également l'Institut pour les spectacles artistiques de Liverpool (The Liverpool Institute for Performing Arts), fondé en 1996 par Mark Featherstone-Witty et Paul McCartney, qui propose une formation en danse, chant et en comédie.
L'université de Liverpool fut fondée en 1882 sous le nom de « University College Liverpool ». En 1884, elle fut intégrée à l'université fédérale Victoria. Enfin en 1903, à la suite d'une charte royale et d'une loi du parlement, elle devint une université indépendante délivrant ses propres diplômes.
L'université de Liverpool Hope n'a le titre d'université que depuis juillet 2005. Elle est née en fait de la fusion en 1980 de trois établissements de formations pour professeurs déjà préexistants. Le premier et le plus vieux est le College S.Katharine's  à Warrington qui est fondé en 1844 par le diocèse de Chester. Le second est le College Notre Dame, réservé aux femmes, fondé en 1856 par les sœurs catholiques de Notre-Dame (Roman Catholic Sisters of Notre Dame) et situé dans le centre de Liverpool. Le troisième est le Christ's College ouvert en 1965 proche du College S.Katharine's. Au départ l'université s'appelait « Liverpool Institute of Higher Education », elle prit le nom de « Hope » en 1995 à la suite de discours de l'archevêque local Derek Worlock et de l'évêque David Sheppar. Elle est actuellement répartie entre deux campus : à Taggart Avenue, à Childwall, et dans le centre-ville, au Cornerstone. Elle est réputée pour ses facultés en arts libéraux.
L'université de Liverpool John Moores a acquis le statut d'université en 1992. À l'origine elle est fondée en tant qu'école de mécanique en 1825 sous le nom de « Liverpool Mechanics' School of Arts » avant de devenir une école polytechnique gérée par le conseil municipal. Elle doit son nom à John Moores, un des fondateurs de la chaine de distribution Littlewood, qui a été un important pourvoyeur financier de l'université.
L'école de médecine tropicale de Liverpool, créée en 1898 lors du développement des échanges avec les régions tropicales, fait encore aujourd'hui office d'établissement d'enseignement supérieur et est affilié à l'université de Liverpool. Elle a notamment eu un grand rôle dans la recherche sur les maladies tropicales telle la malaria,. Elle a également une grande expertise dans le domaine des antidotes contre les venins avec sa section « Alistair Reid Venom Research Unit » fondée en 1963.

## Transports

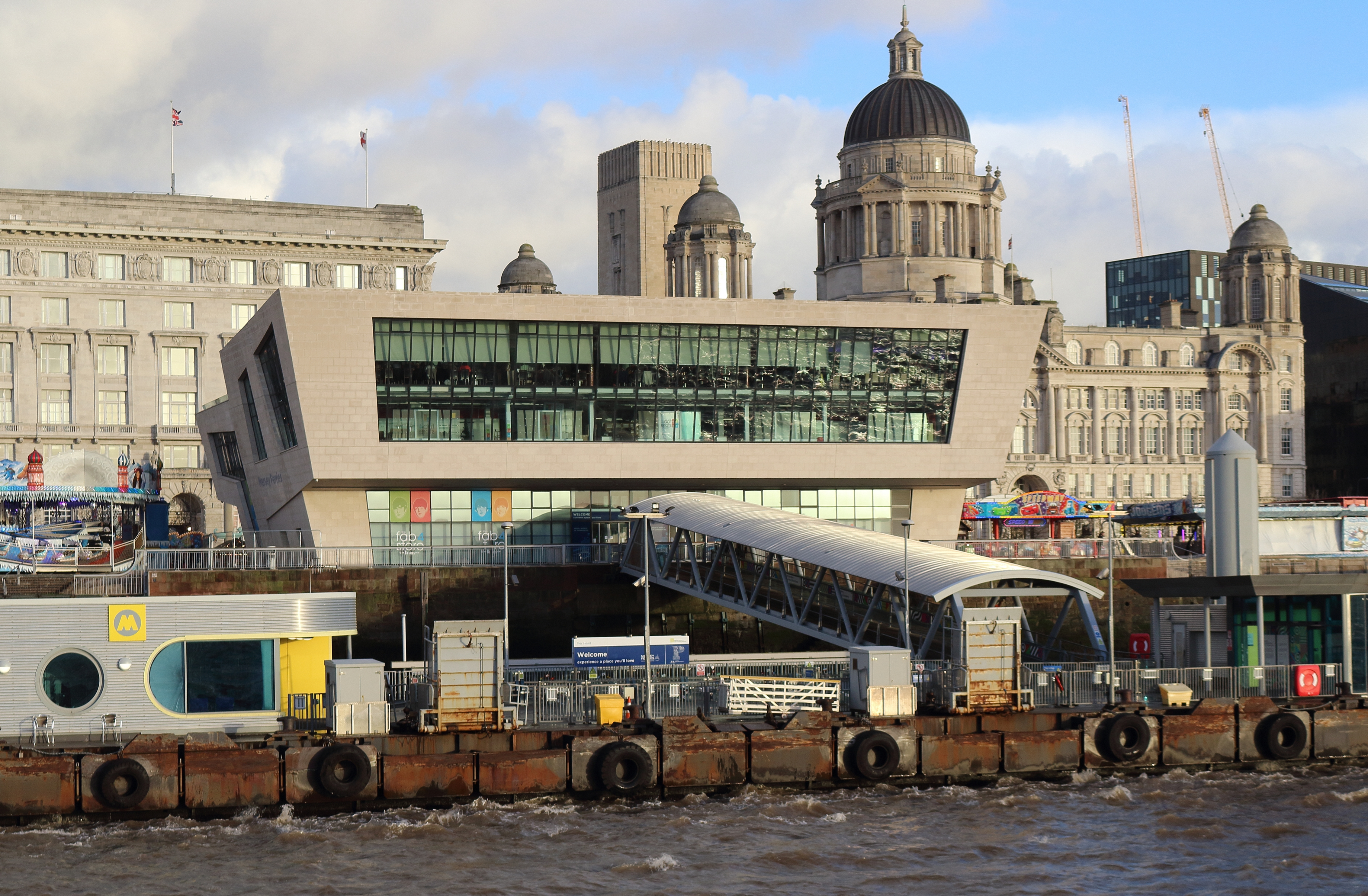
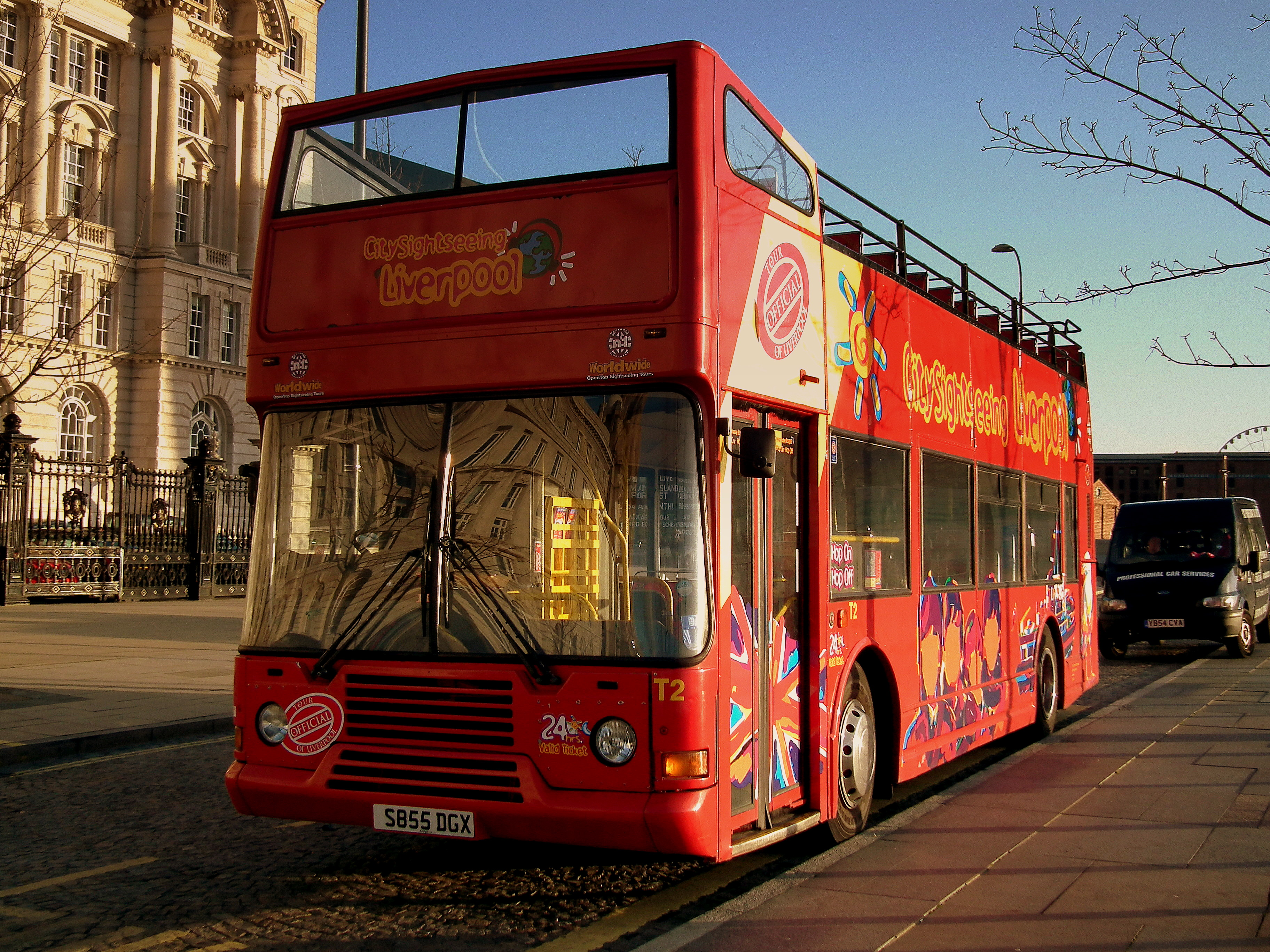
City Sightseeing
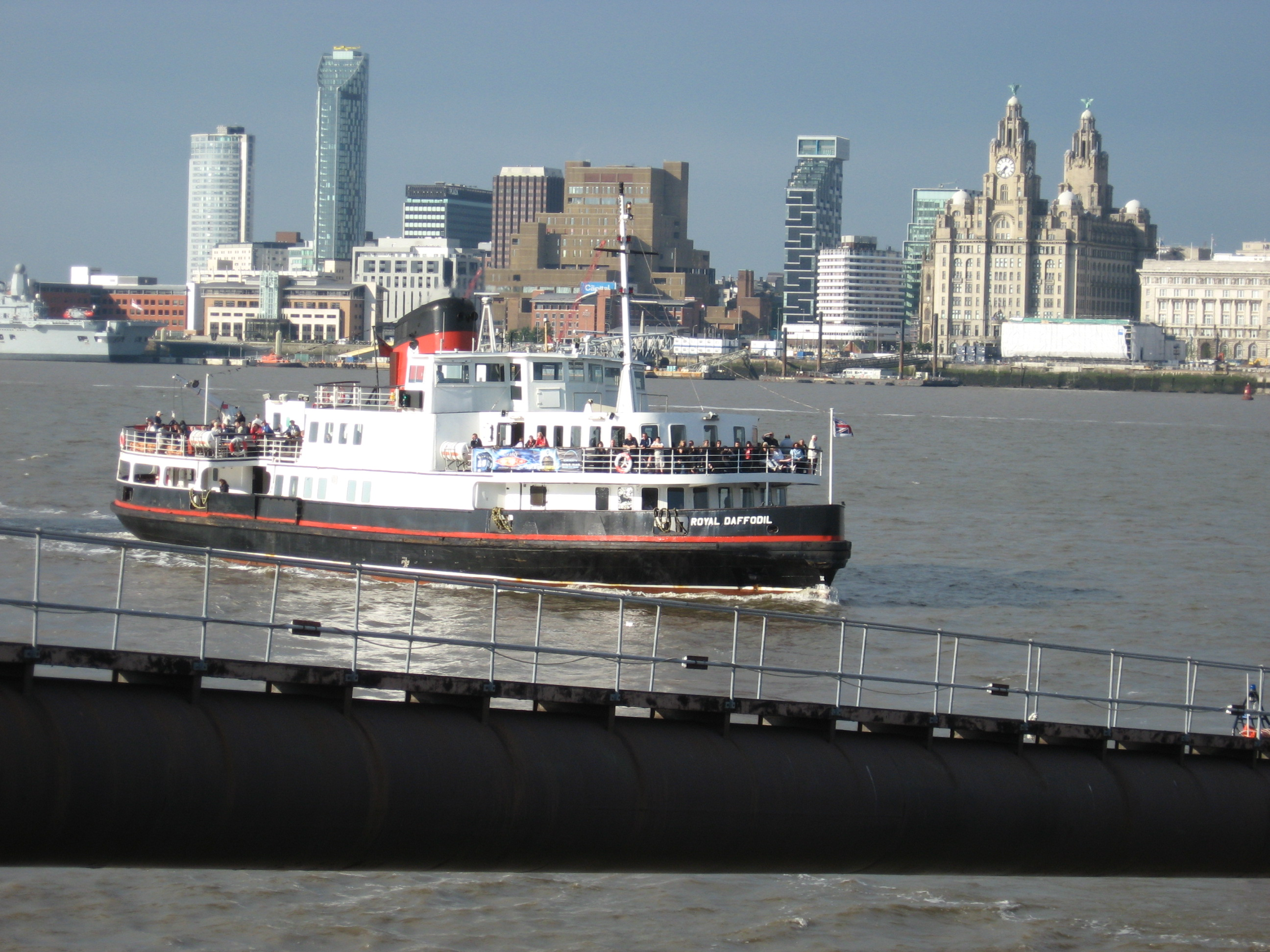
Royal Daffodil
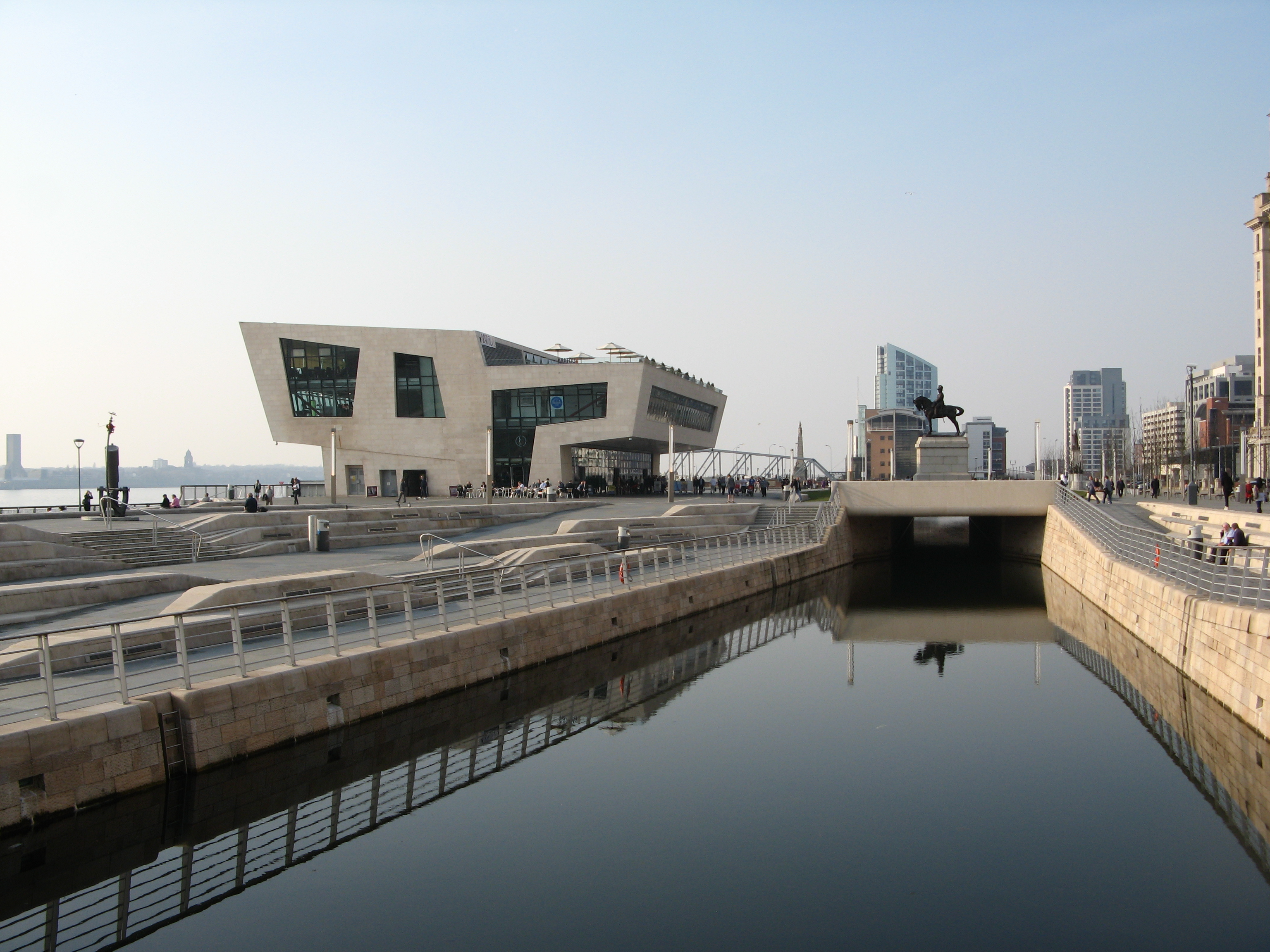
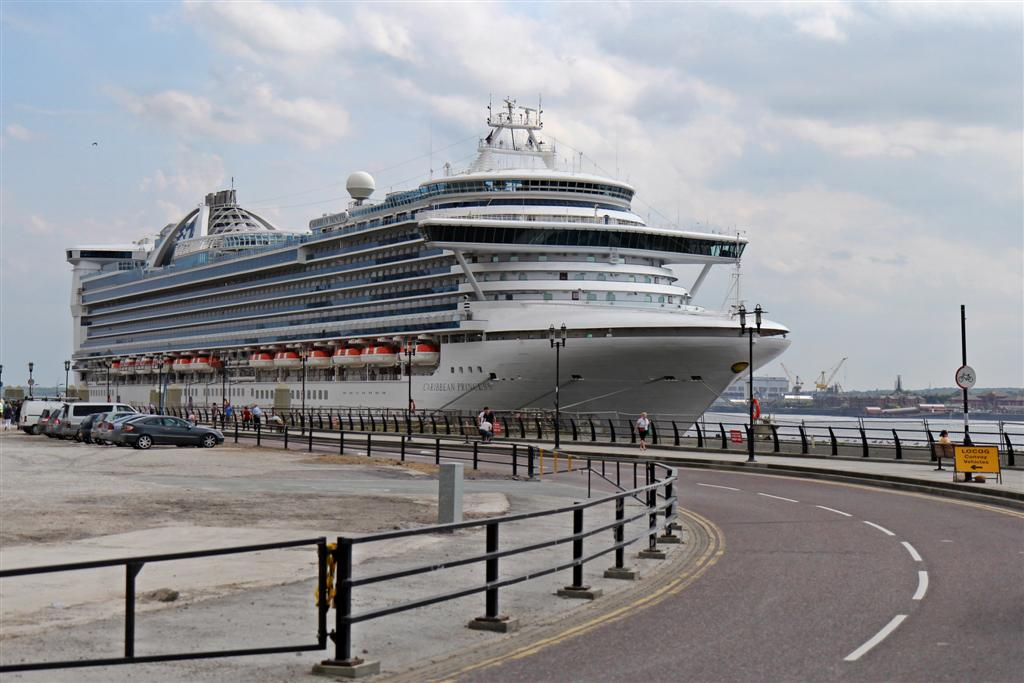
Caribbean Princess
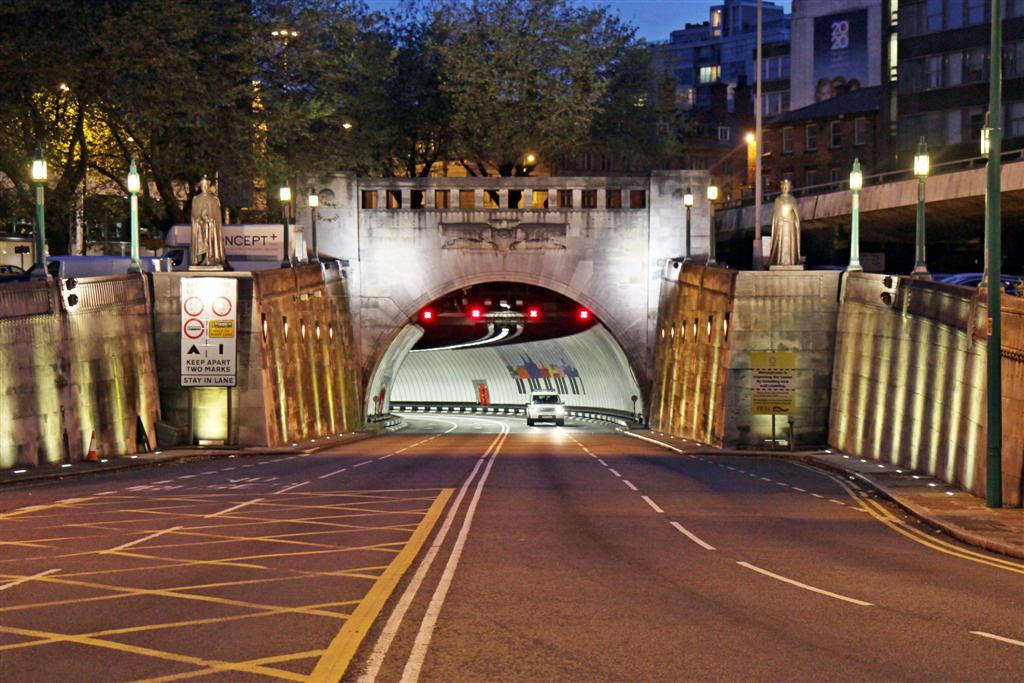
Tunnel du Queensway
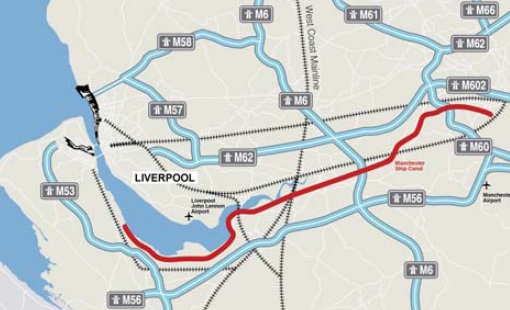
Autoroute
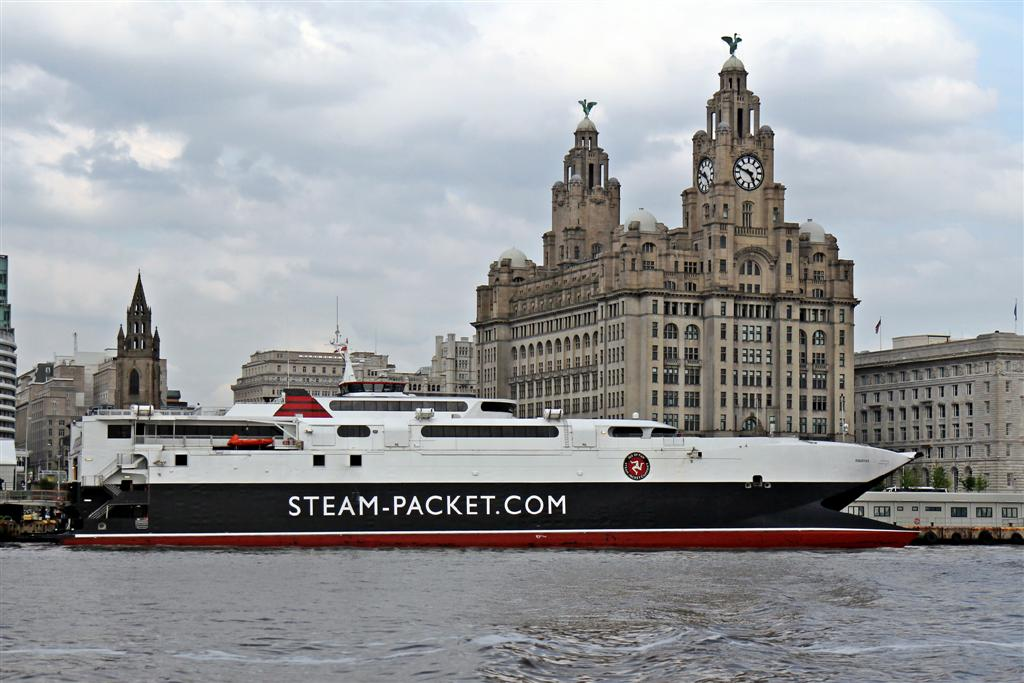
Manannan
Merseyrail
Isle of Man Steam Packet

### Réseau national et international

#### Réseau routier

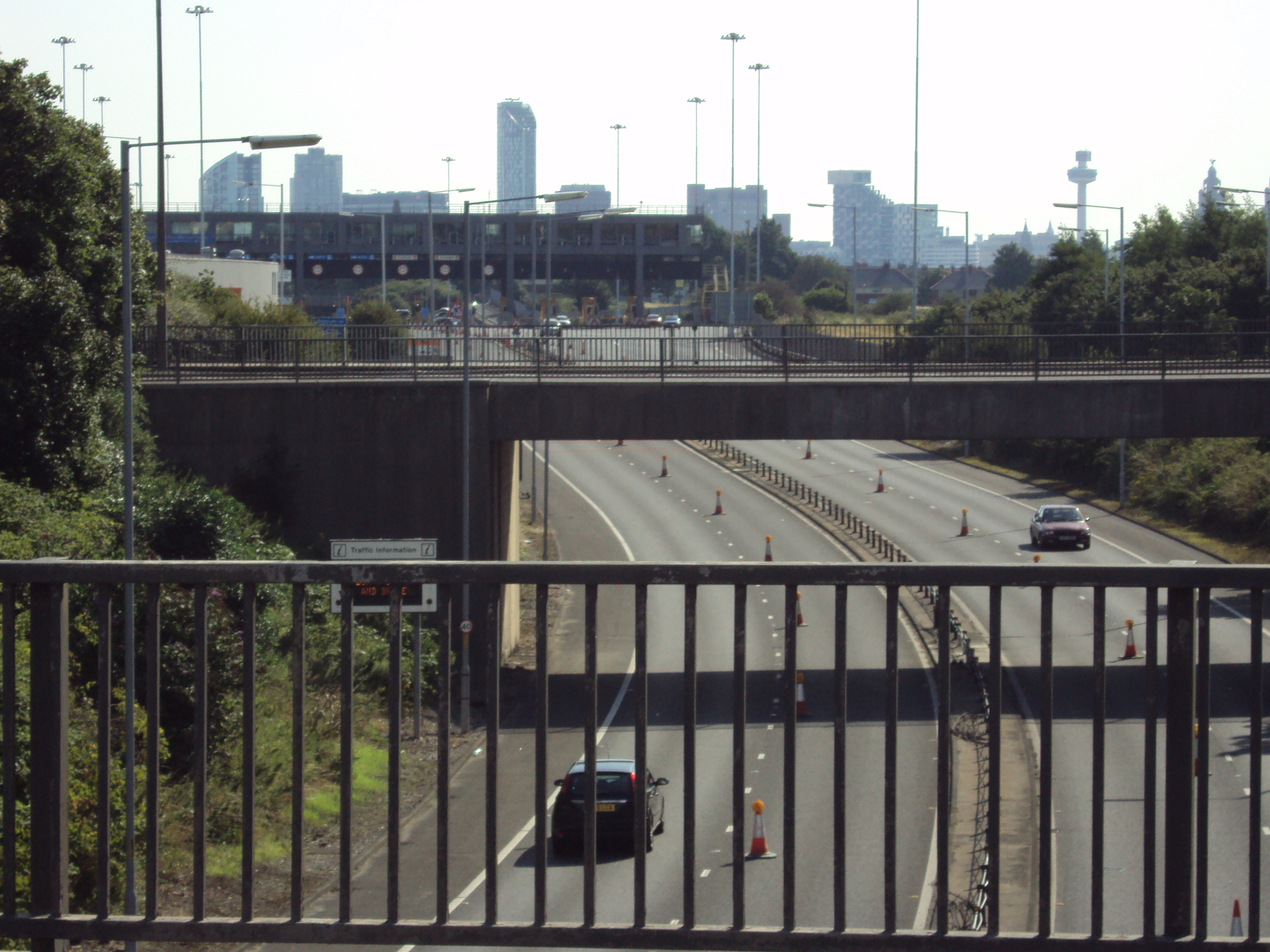
Entrée du tunnel du Kingsway (tunnel routier), côté Wallasey.

Liverpool possède un réseau autoroutier important permettant de se rendre dans les autres régions d'Angleterre. À l'est, la M62 relie Liverpool à Hull en passant par Manchester, Leeds et Bradford. Cette même M62 est reliée à la M6 et la M1 qui permettent ainsi d'aller vers le nord du pays (Glasgow) et vers le sud (Birmingham, Sheffield, Preston, Nottingham et Londres). À l'ouest, les tunnels du Kingsway et du Queensway (« voies du roi et de la reine »), relie Liverpool avec la péninsule du Wirral, Birkenhead et Wallasey. La route A41, débutant à Birkenhead, permet de se rendre dans le Cheshire et le Shropshire mais également, par l'intermédiaire de la A55, dans le nord du Pays de Galles. Au sud, la A562 mène à Widnes, Warrington, et Runcorn en traversant le Silver Jubilee bridge (pont). Des projets ont été élaborés pour construire un second pont plus en amont, dénommé « Mersey Gateway », sur la Mersey afin de faciliter la circulation automobile.

#### Réseau ferré

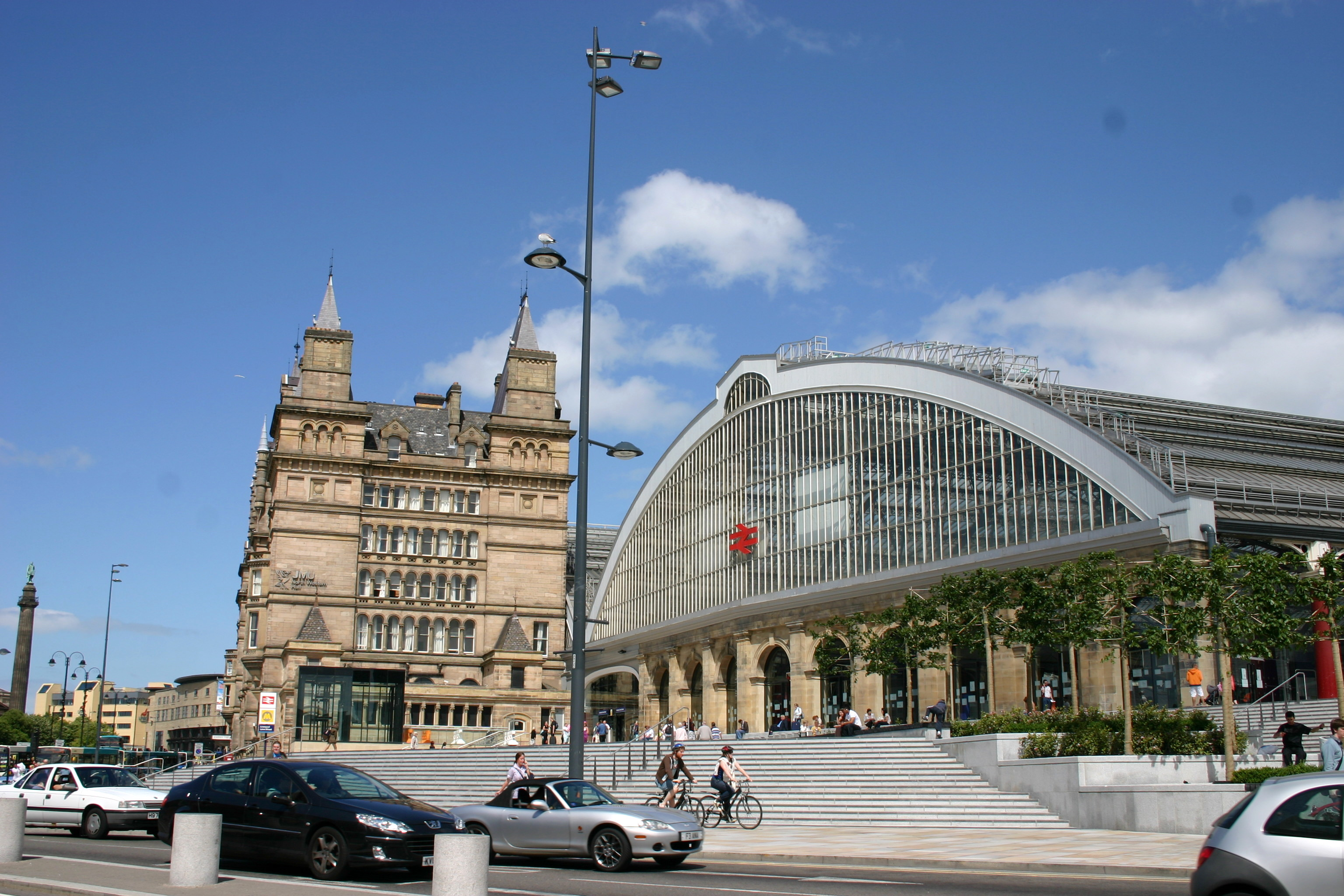
Gare de Lime Street.

Liverpool est desservi par deux réseaux de chemin de fer différents. Le réseau local appartient à la Merseyrail, tandis que le réseau national est géré par Network Rail. La gare de Lime Street est la principale de la ville. Le trajet vers Londres dure 2 heures 8 minutes avec un train pendulaire. Dans le sud de la ville, le Liverpool South Parkway permet de se rendre à l'aéroport en bus.

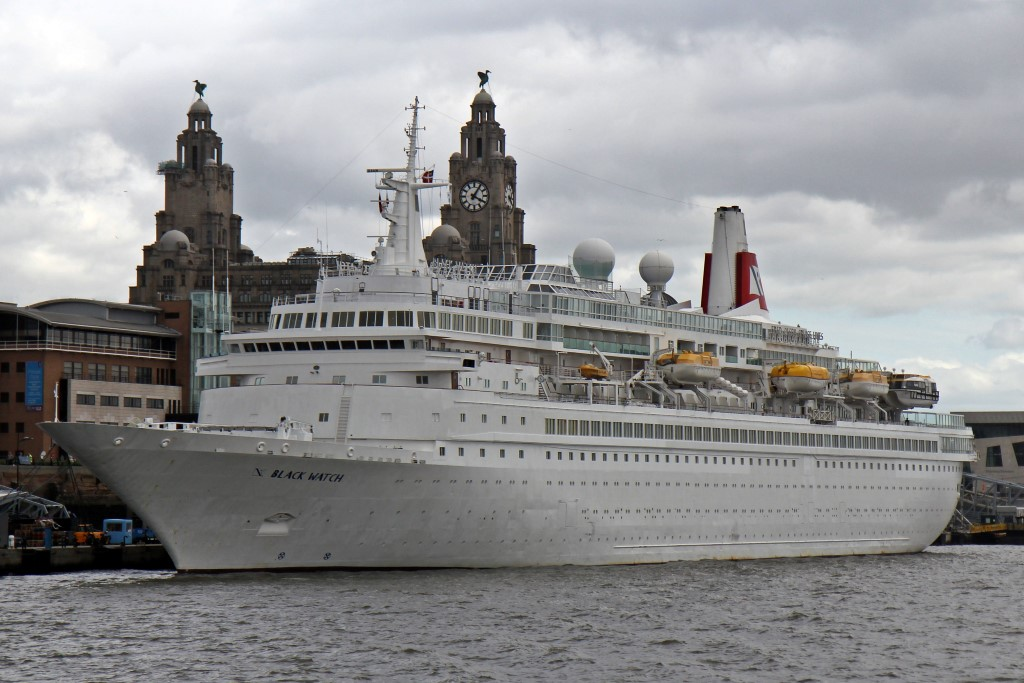
Le Black Watch au terminal portuaire de Liverpool.

#### Port
Le port de Liverpool est l'un des plus importants du pays, permettant de se rendre à Belfast et sur l'île de Man par bateaux pouvant transporter des voitures. Les principales compagnies de ferry sont Isle of Man Steam Packet Company, P&O et Norfolkline. En 2007, un nouveau terminal de croisière a été ouvert à Liverpool près du Pier Head. Il permet aux navires de croisière ainsi qu'aux transatlantiques d'accoster dans le centre-ville. 40 navires sont prévus pour 2009.

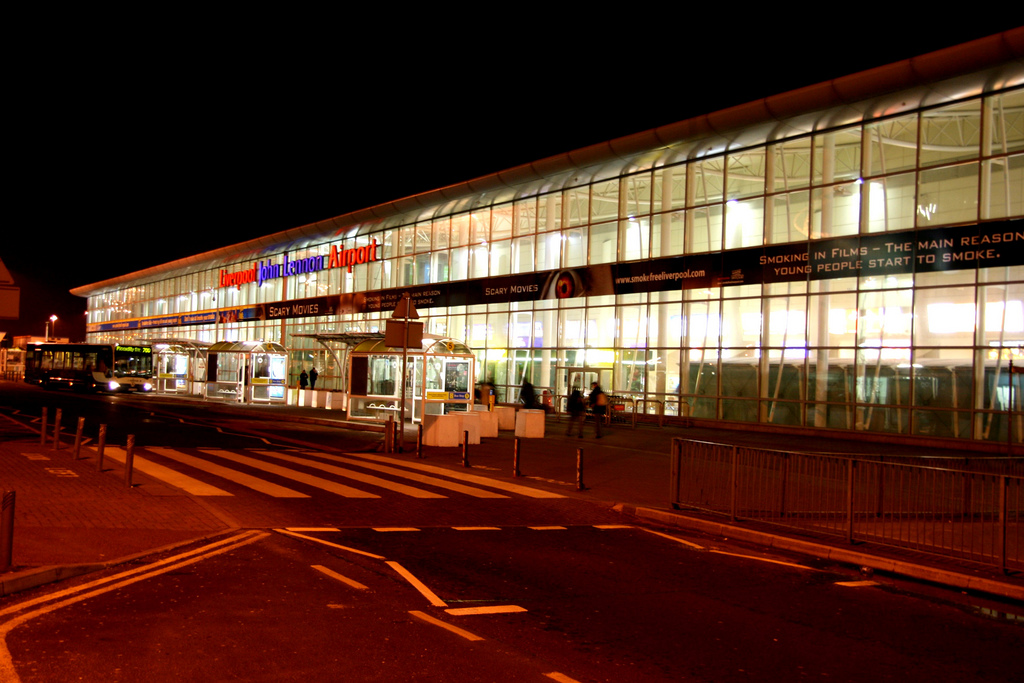
Aéroport John-Lennon.

#### Aéroport
L'aéroport John-Lennon est situé au sud de la ville, il relie Liverpool avec principalement le reste du pays et de l'Europe. En 2008, 5,3 millions de passagers y ont transité. Il offre actuellement 68 destinations dont Berlin, Rome, Milan, Paris, Barcelone ou Zurich. Il est surtout utilisé par les compagnies à bas coût, comme Ryanair et Easyjet, ainsi que pour les « charters » en été. Une liaison régulière avec l'aéroport d'Amsterdam, via la KLM, permet aux passagers de se rediriger vers 800 destinations dans le monde une fois arrivés dans la ville hollandaise.

### Transports publics

#### Bus

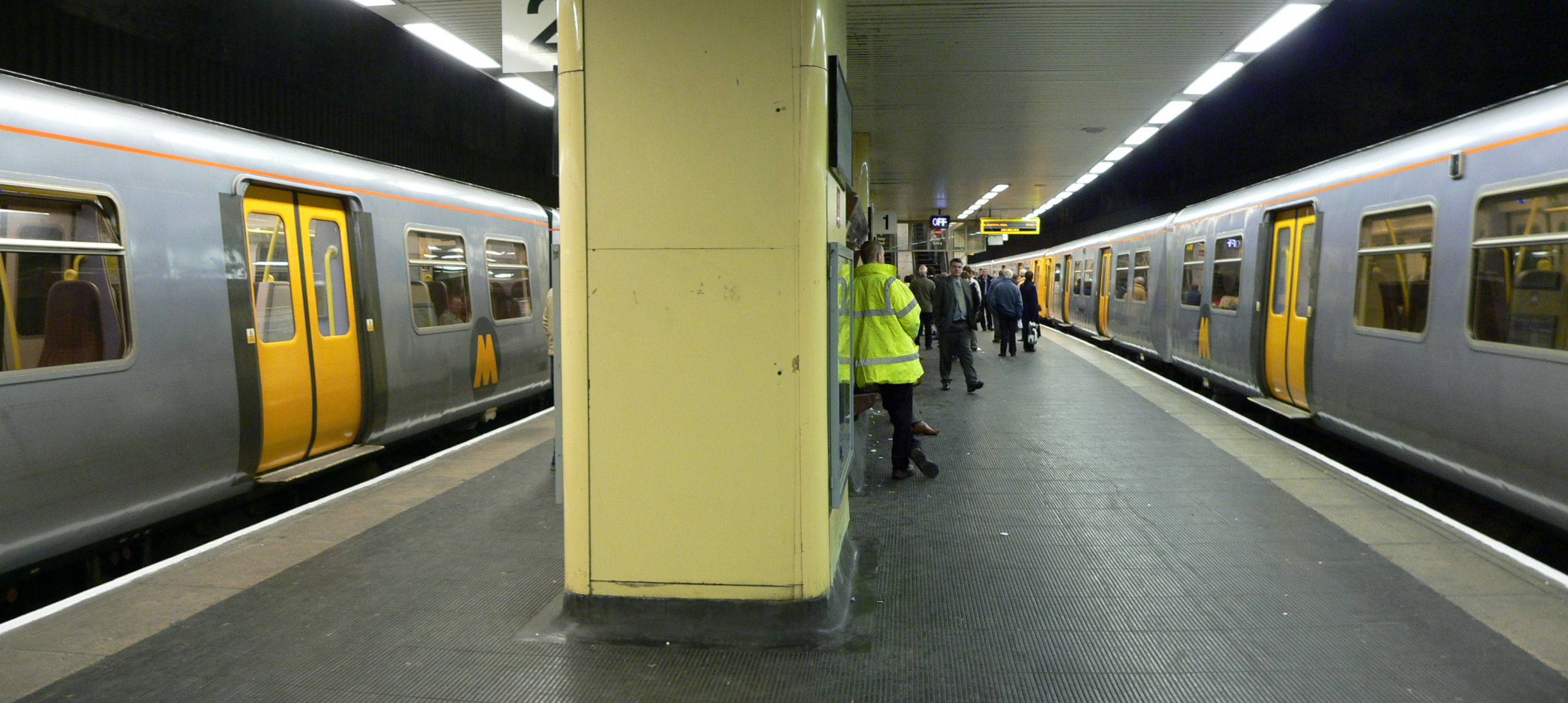
Gare souterraine du réseau ferré.

Les lignes de bus sont gérés par Merseyside Passenger Transport Exécutive (abrégé en Merseytravel) et sont assurés par différentes compagnies privées, dont Arriva ou Stagecoach. Les principaux terminus sont Queen Square Bus Station (près de la gare de Lime Street) qui dessert principalement le nord et l'est de la ville et Liverpool One Bus Station, connu auparavant sous le nom de Paradise Street Bus Interchange, qui est situé près de l'Albert Dock, qui dessert surtout le sud et l'est de la ville. Les lignes qui desservent l'autre côté de la Mersey, le Wirral, ont pour terminus Castle Street et Sir Thomas Street plus proches des tunnels. Un service de nuit fonctionne également le samedi.

#### Trains

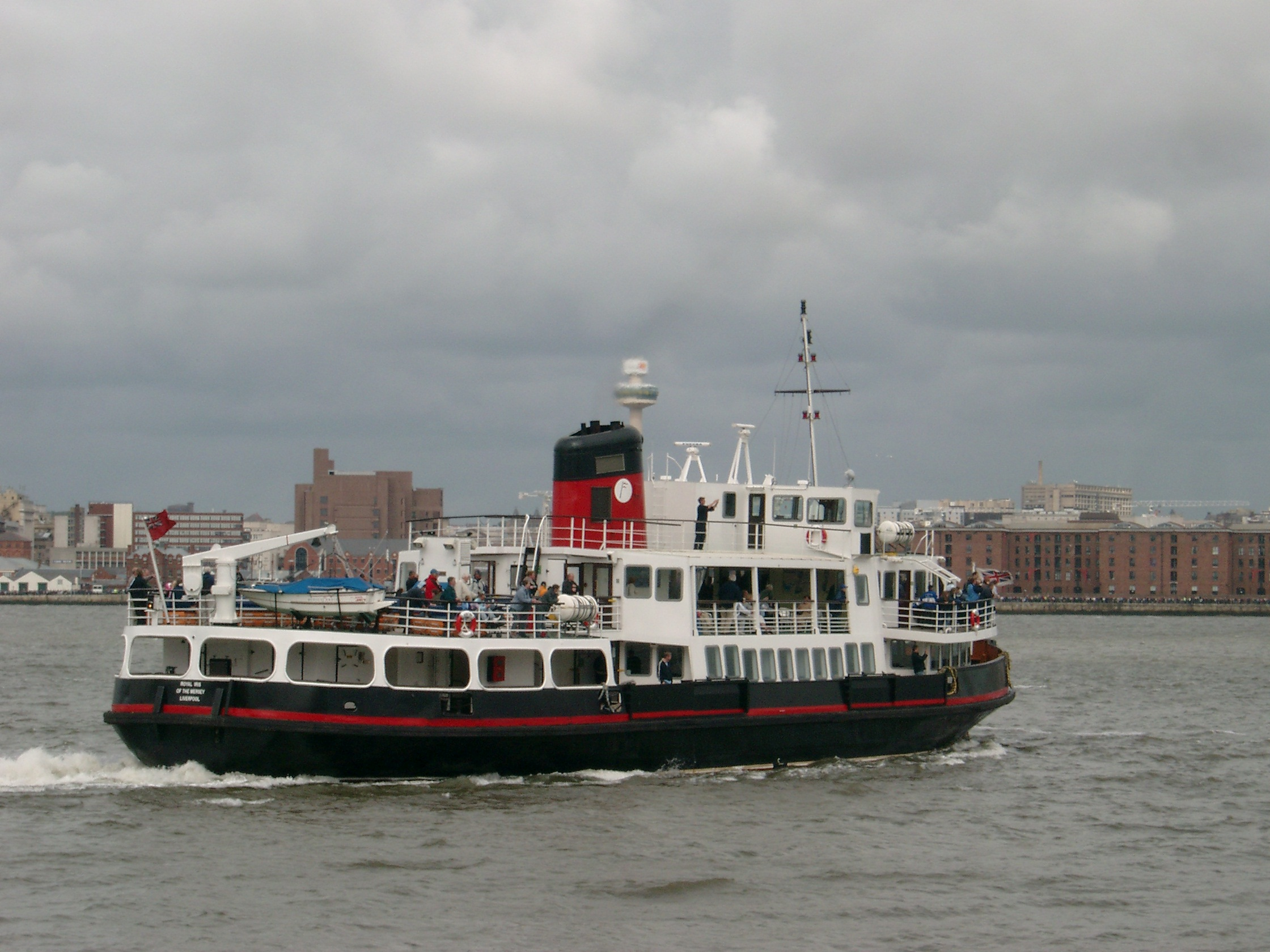
Ferry permettant la traversée entre Liverpool et la péninsule du Wirral.

Le réseau ferré local est le plus étendu du pays, il possède 75 miles (120 km) de lignes et transporte 100 000 passagers par jour en semaine,. Le fonctionnement est assuré par Merseyrail et géré par le « Merseyside Passenger Transport Executive ». Le réseau est constitué de trois lignes : la ligne du nord qui mène à Southport, Ormskirk, Kirkby au nord et Hunts Cross au sud ; la ligne du Wirral qui traverse le fleuve par le « Mersey Railway Tunnel » et qui peut aussi mener à New Brighton, West Kirby, Chester et Ellesmere Port (les trains effectuent une boucle dans le centre avant de repartir) ; enfin la ligne de la ville qui commence à la gare de Lime Street et la relie à Saint Helens, Wigan, Preston, Warrington et Manchester. Cette dernière ligne est assurée par Northern Rail, bien qu'elle fasse toujours partie du réseau de Merseyrail. En centre-ville, le réseau est principalement souterrain, avec 5 stations et 6,5 miles de tunnels (10,4 km).

#### Mersey Ferry
La traversée du fleuve en bac, connu sous le nom de Mersey Ferry, est gérée et assurée par Merseytravel. Le bac part de Pier Head et dessert Woodside (Birkenhead) et Seacombe (Wallasey) au Wirral (desserte en triangle). Les bateaux partent tous les 20 minutes aux heures de pointe et toutes les heures en heure creuse et le week-end. Même s'il reste avant tout un moyen de transport vers la péninsule du Wirral, le Mersey Ferry est également devenu une attraction touristique (avec la chanson Ferry cross the Mersey de Gerry and the Pacemakers, reprise par le groupe Frankie Goes to Hollywood). Des petites croisières sur la rivière sont ainsi possibles afin de découvrir la ville autrement.

## Culture

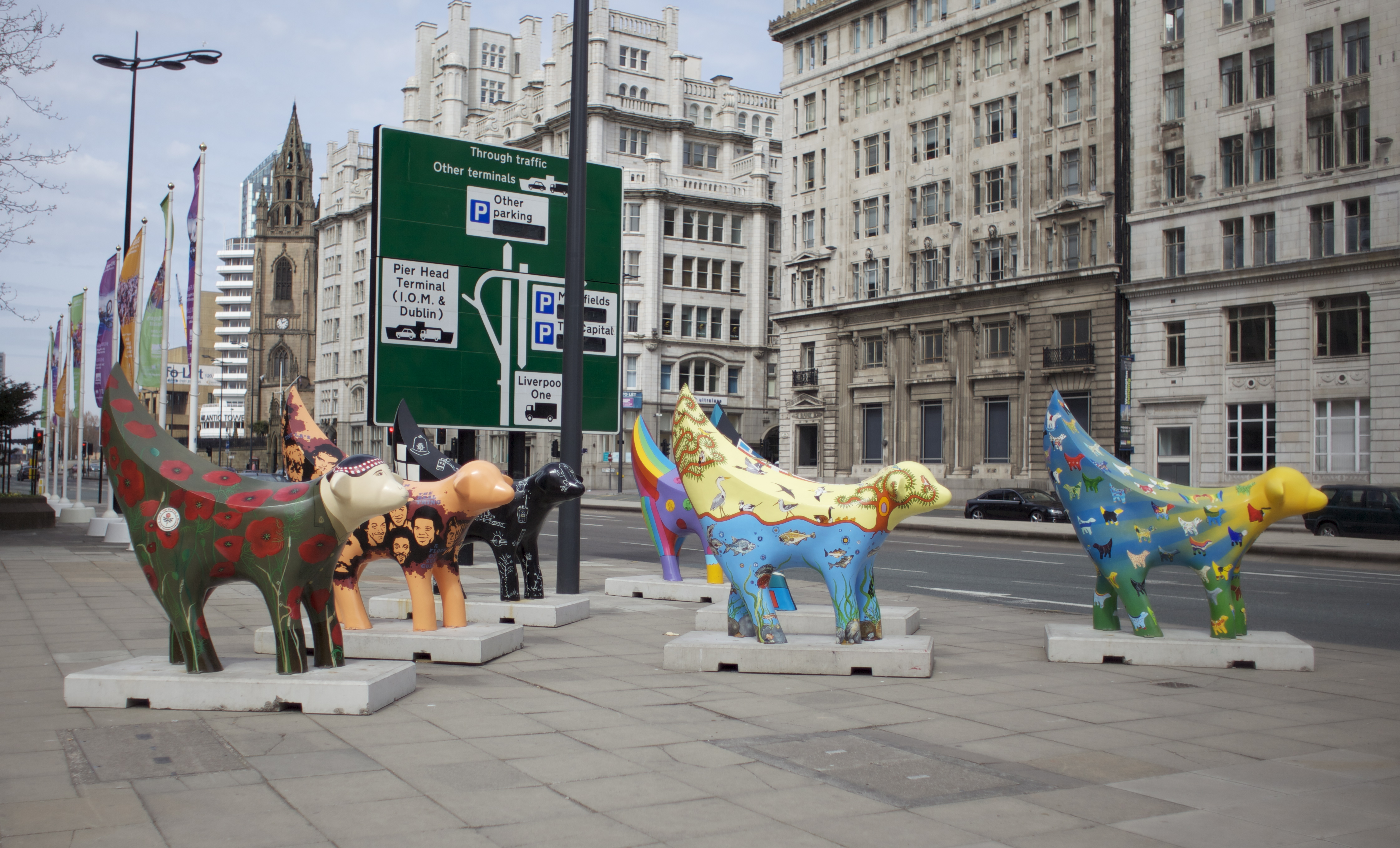
Superlambananas (2010).

Liverpool est un centre culturel important au Royaume-Uni. En 2008, elle fut capitale européenne de la culture, une année riche en animation à caractère culturel avec notamment le défilé de l'araignée mécanique « La Princesse » et les « Go Superlambananas » !
Sous l'influence de l'immigration irlandaise, mais aussi galoise ou encore scandinave, « Liverpool se situe à mi-chemin entre la culture insulaire britannique et les multiples influences de ses mouvements de population. La ville est devenue cosmopolithe », souligne le sociologue Paul Millward.

### Musique

The Beatles.

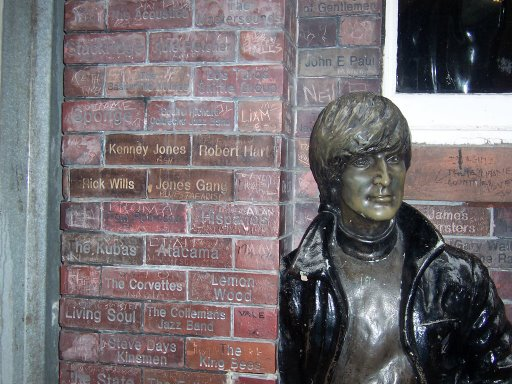
Statue de John Lennon à Liverpool.

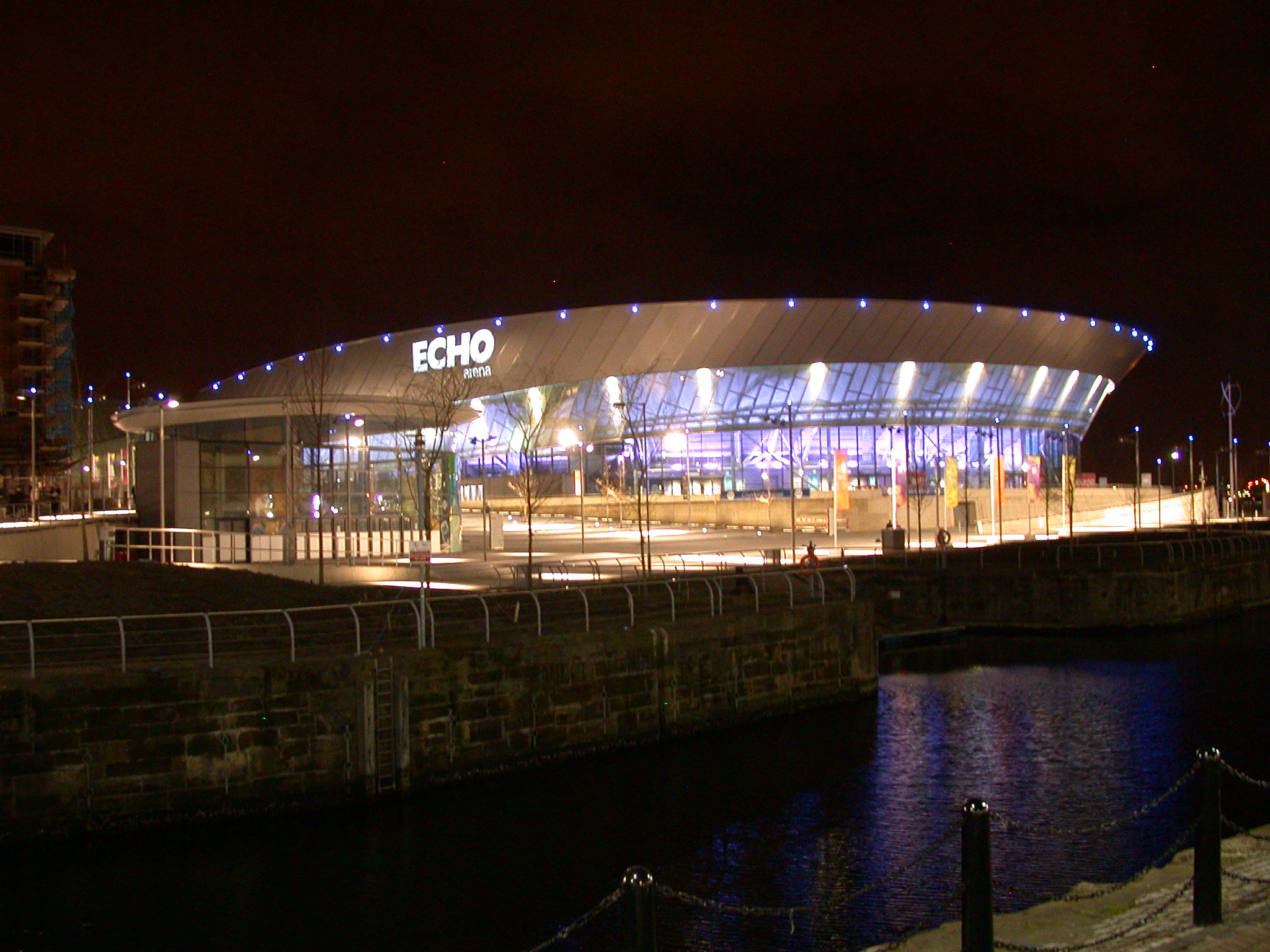
La Liverpool Arena.

Les musiciens de la ville ont hissé pas moins de 56 titres à la place de numéro un, plus qu'aucune autre ville au monde.

#### Les Beatles
La ville est d'abord célèbre pour être le lieu de naissance des Beatles, qui donnèrent plus de 300 concerts au « Cavern Club » de Liverpool. Beaucoup d'activités touristiques sont axées sur la carrière des Fab Four. Un musée leur est consacré sur l'Albert Dock, et les lieux mythiques du Cavern Club à Strawberry Field en passant par Penny Lane et les maisons d'enfance de Paul à Forthlin road, de John sur Menlove avenue et de George Harrison sur 12 Arnold Grove, se visitent en circuit organisé. Un luxueux hôtel à thème, le Hard Days Night Hotel, a par ailleurs ouvert en 2007. Chaque année, fin août, est organisé l'International Beatles week festival où se produisent des centaines de groupes devant des milliers de fans. En 2002, l'aéroport est devenu l'Aéroport John-Lennon de Liverpool. En 2009, le musée The Beatles Story a rouvert ses portes avec une surface triplée. Situé sur l'Albert dock, il présente l'histoire du groupe.
En 1966, Paul McCartney et John Lennon, devenus des stars planétaires et habitant désormais à Londres, écrivent chacun une chanson sur le thème de la nostalgie de leur jeunesse à Liverpool : Penny Lane et Strawberry Fields Forever, que les Beatles publient en 45 tours en février 1967. Pour Roger McGough, poète issu de la ville, le duo Strawberry Fields Forever / Penny Lane revêt une importance particulière dans l'histoire de la musique rock dans la mesure où, pour une fois, il n'est pas question de lieux mythiques comme Memphis ou la route 66. Pour McGough, « Liverpool n'avait pas de mythologie jusqu'à ce que les Beatles en créent une ». L'endroit où se trouvait Strawberry Field, tout comme Penny Lane, sont ainsi des lieux de visite privilégiés par les fans. Ainsi, explique Mike Doran, l'actuel chargé de communication de la maire de Liverpool, « Si vous visitez notre pavillon à l'Exposition universelle de Shanghaï, vous ne verrez que les Fab Four et les Reds. Ce sont des emblèmes pour attirer les gens, comme Shakespeare peut l'être pour Stratford-upon-Avon et Mozart pour Vienne. »

#### Autres musiciens et poètes
De manière plus générale, la ville est célèbre pour avoir été à la pointe de la Beat dans les années 1960. Parmi les musiciens remarquables de l'époque originaires de la ville on citera : Billy J Kramer, Cilla Black, Gerry & the Pacemakers et The Searchers. L'influence des musiciens de Liverpool couplée à d'autres éléments montrant l'effervescence culturelle dans la ville, tel que les « poètes de Liverpool », poussa le poète américain Allen Ginsberg à affirmer que la ville était : « le centre de la conscience de l'univers humain ». On pourra aussi citer : Carcass, Billy Fury, A Flock Of Seagulls, Echo and the Bunnymen, Frankie Goes to Hollywood, Dead or Alive, Frankie Vaughan, The La's et, plus récemment, The Zutons, Atomic Kitten et Heidi Range.
L'émigré autrichien Fritz Spiegl (1926-2003), est non seulement devenu un expert de la langue locale et de son accent, le Scouse, mais a aussi composé des musiques pour la BBC comme le thème de Radio 4 et pour différentes émissions télévisées comme Z-Cars.

#### Musique classique
La ville accueille également un orchestre symphonique professionnel : l'orchestre philharmonique royal de Liverpool, qui est installé au Philharmonic Hall. Depuis 2021, le chef d'orchestre est Domingo Hindoyan, il succède à d'illustres prédécesseurs tels Charles Hallé et John Pritchard notamment. Pomp and Circumstance d'Edward Elgar, souvent considéré comme étant l'hymne de l'Empire, fut dédié par son compositeur à la société orchestrale de Liverpool et sa première fut jouée en 1901 dans cette ville.

#### Festivals et salles de concert
Le festival de rue de Mathew Street est un événement annuel parmi les plus importants du calendrier de Liverpool. Le festival de musique dance Creamfields a été créé par la boîte de nuit Cream de Liverpool. Il s'étend chaque année sur un week-end du mois d'août et a réuni 60 000 festivaliers au total en 2009.
La salle de l'Echo Arena, ouverte en 2008, est la plus grande de la ville avec 11 000 places assises. Elle a accueilli notamment les MTV Europe Music Awards, toujours en 2008, mais aussi des concerts des plus grands artistes tels : Andrea Bocelli, Beyoncé, Elton John, Kanye West, Kasabian, The Killers, Lady Gaga, Oasis, Pink, Rihanna, UB40.
Les 9, 11 et 13 mai 2023, Liverpool accueille le 67e Concours Eurovision de la chanson.

### Musées d'art

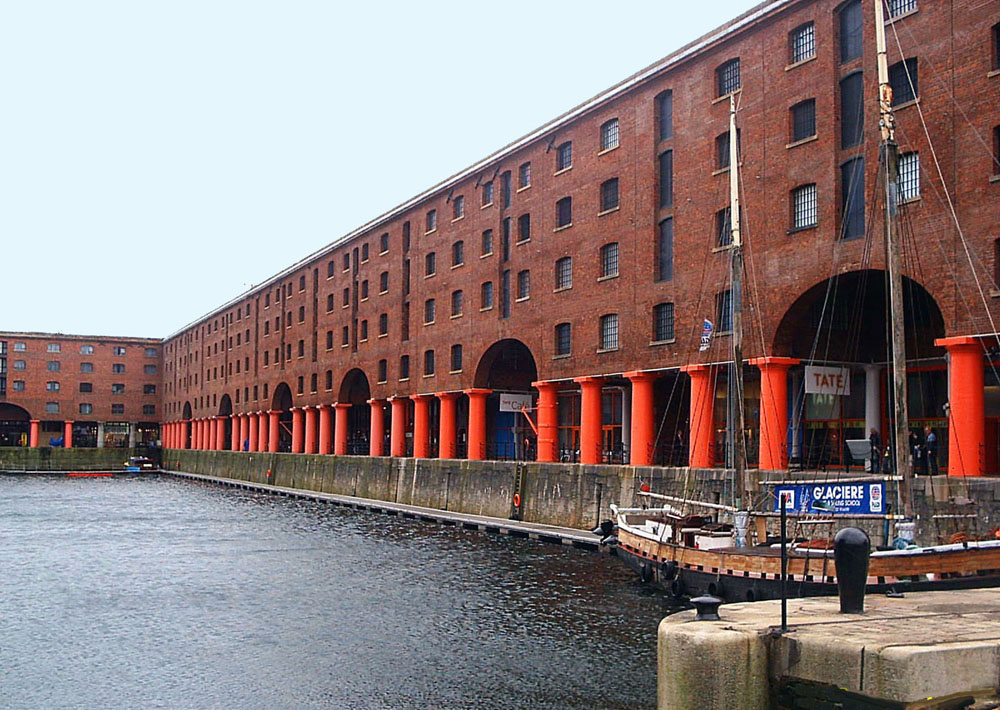
L'Albert Dock abrite le Tate de Liverpool et un musée consacré aux Beatles.

Liverpool possède un grand nombre de galeries d'art et de musées. Les National Museums Liverpool, qui regroupent huit musées, offrent la plus grande collection nationale qui ne soit pas basée à Londres. La « Tate Liverpool gallery » conservait la collection d'art moderne de la Tate, avant l'ouverture de la Tate Modern à Londres ; il s'agissait du plus grand espace d'exposition consacré à l'art moderne au Royaume-Uni. Le « FACT centre » est un musée tournant autour du multimédia, tandis que la Walker Art Gallery abrite une collection de peintres préraphaélites. La Sudley House à Mossley Hill conserve une collection majeure de la fin du XIXe siècle, avec aussi des peintres préraphaélites. Le Victoria Building, University of Liverpool (en), contient la galerie d'art de l'université et une collection historique d'aquarelles de botanique et zoologie de Jean-Jacques Audubon.
Parmi les peintres originaires de la ville on citera, entre autres, George Stubbs (1724-1806). Ce peintre autodidacte au style précis a acquis sa célébrité par ses portraits de chevaux, en pleine période de pré-romantisme anglais.
La biennale d'art de Liverpool se tient de mi-septembre à la fin du mois de novembre et comprend trois sections : la section internationale, les indépendants et les nouveaux contemporains.

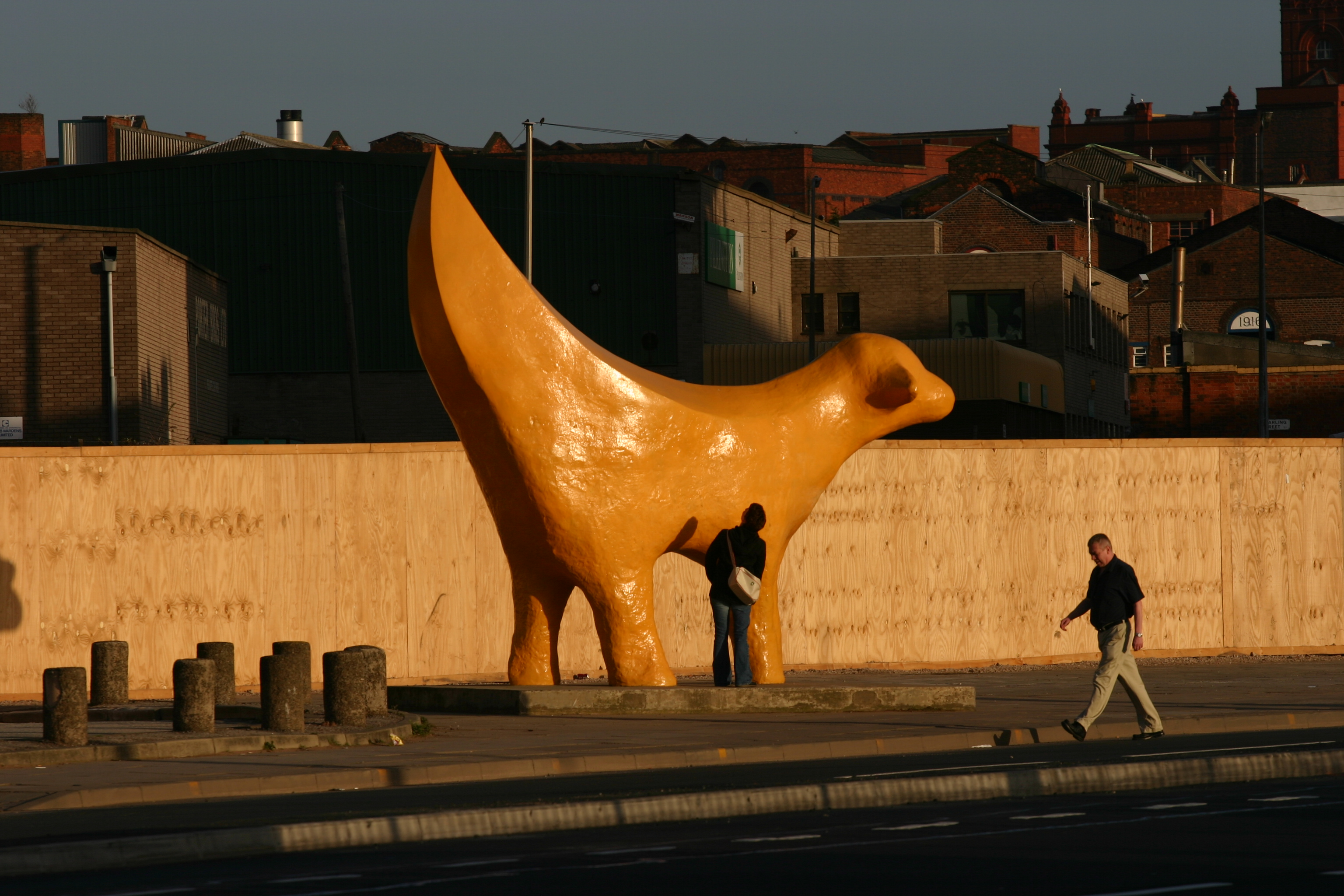
Superlambanana de la Tithebarn Street

### Littérature
Des auteurs tels Daniel Defoe, Washington Irving, Thomas De Quincey, Herman Melville, Nathaniel Hawthorne, Charles Dickens, Gerard Manley Hopkins et Hugh Walpole ont visité la ville.[citation nécessaire] Hawthorne fut aussi consul des États-Unis de 1853 à 1856 et vivait donc à Liverpool.
Au cours des années 1960 la ville devint connue pour ses poètes, les « poètes de Liverpool », dont faisaient partie Roger McGough ou Adrian Henri. Ils écrivirent notamment une anthologie de poèmes : The Mersey Sound.
June Bhatia, qui écrivait sous le pseudonyme de Helen Forrester, a publié de nombreux romans sur Liverpool ainsi qu'une autobiographie Twopence to Cross the Mersey, qui a trois suites.
Dans La Machination Voronov, série de la bande dessinée Blake et Mortimer, une partie de l'histoire se déroule à Liverpool où l'on peut reconnaître certains monuments de la ville.

### Théâtre
Liverpool est également connu pour ses spectacles vivants, en témoignent plusieurs festivals de théâtre qui ont lieu chaque année tel le « Shakespeare Festival » de Liverpool qui se tient l'été dans la cathédrale de Liverpool et dans le St Jame's Garden, adjacent à celle-ci ; le « Everyword Festival of new theatre writing » (festival de la nouvelle écriture du théâtre, le seul de son genre dans le pays) ; la « Physical Fest » qui est un festival international de théâtre physique et enfin le Festival annuel de la faculté dramatique de l'université John Moores et de la LIPA. On compte également de nombreux théâtres en ville : the Empire theatre, l'Everyman theatre, le Liverpool Playhouse, le Neptune, le Royal Court theatre et l'Unity theatre.

### Médias
La chaîne régionale à Liverpool est ITV Granada. En 2006, le groupe de média ITV a ouvert un nouveau studio pour le journal télévisé dans le Royal Liver Building, les studios se trouvant auparavant dans le Albert Dock News Centre. Le groupe produisait un certain nombre d'émissions sur place dont : This Morning ou Shop!. Le studio de la BBC se trouve lui à Hanover Street et a ouvert également en 2006.
Liverpool abrite la société de production télévisuelle Lime Pictures, qui s'appelait auparavant Mersey Television, elle produisait les séries Brookside (qui se situait à Liverpool) et Grange Hill. Aujourd'hui elle produit la série Hollyoaks, filmée principalement dans le quartier de Childwall.
Il y a deux journaux dans la ville : le Morning Daily Post et le Liverpool Echo, tous deux publiés par le groupe Trinity Mirror. Southport Reporter, premier hebdomadaire online du Royaume-Uni, est également issu de la ville.
La ville abrite les stations de radio BBC Radio Merseyside, Juice FM, Radio City 96.7, City Talk 105.9 ainsi que Magic 1548. Les trois dernières se trouvent dans le St. John's Beacon, un des plus hauts immeubles de la ville transformé en tour radio.
D'autres groupes de média couvrent la ville comme Indymedia. Le magazine Nerve est consacré aux événements culturels en ville.
De nombreux films ont été tournés dans la ville, on citera les plus récents : Harry Potter et les Reliques de la Mort, Sherlock Holmes, Route Irish, et, bien sûr, dans les années 1960, Yellow Submarine. Elle a servi à « doubler » de nombreuses villes comme Londres, Paris, New York, Moscou, Dublin, Venise ou Berlin,.
La ville a hébergé en 2008 les MTV Europe Music Awards.

## Sports

### Football
Liverpool a deux équipes de football évoluant en Premier League : le club d'Everton et le Liverpool FC. Liverpool est la seule ville d'Angleterre à avoir toujours eu une équipe dans la plus haute division depuis la formation de la Football League en 1888.

#### Everton FC
Everton est le plus vieux des deux clubs. Il joue à sa fondation en 1878 au stade d'Anfield puis depuis 1892 au nouveau Goodison Park (il est alors remplacé à Anfield par le nouveau club du F.C. Liverpool). Everton a été champion 9 fois, a gagné la Coupe d'Angleterre 5 fois, et a remporté une fois la Coupe d'Europe des vainqueurs de coupe (C2). Parmi ses entraineurs on retiendra Harry Catterick et Howard Kendall. De nombreux grands joueurs ont porté le maillot d'Everton : Dixie Dean (auteur de 60 buts en une seule saison), Tommy Lawton, Brian Labone, Ray Wilson, Alan Ball (Wilson et Ball faisaient tous deux partie de l'équipe championne du monde en 1966), Neville Southall, Andy Gray, Gary Lineker, Andrei Kanchelskis, Dave Watson et Wayne Rooney.

#### Liverpool FC

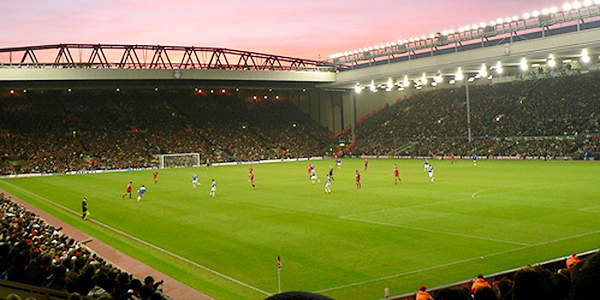
Anfield, stade du Liverpool FC.

Le Liverpool FC est l'un des clubs anglais ayant le plus gros palmarès : 20 championnats, huit Coupes d'Angleterre, 10 coupes de la ligue, 6 Ligues des champions (C1) et trois Coupes UEFA (C3). Le club fut fondé en 1892 et a joué durant toute son histoire au stade d'Anfield, qui était au départ le stade d'Everton. Liverpool évolue dans la plus haute division sans discontinuer depuis 1962. Il a été entraîné par Bill Shankly, Bob Paisley, Joe Fagan, Kenny Dalglish (qui a été joueur au club et pendant un temps joueur-entraineur), Gerard Houllier, Rafael Benítez, Roy Hodgson (renvoyé cette saison et remplacé par Kenny Dalglish), Brendan Rodgers, Jürgen Klopp et Arne Slot. Parmi ses joueurs célèbres il y a : Billy Liddell, Ian St. John, Roger Hunt, Ron Yeats, Emlyn Hughes, Kevin Keegan, Ian Rush, Graeme Souness, Robbie Fowler, Steven Gerrard, Jamie Carragher et Fernando Torres.
Le nom du club reste associé au drame du Heysel : en 1985, la finale de la ligue des champions, qui a lieu au stade du Heysel à Bruxelles, voit s'affronter le Liverpool FC et la Juventus. Les hooligans anglais y fomentent une émeute qui cause la mort de 39 spectateurs (quasiment exclusivement des supporters de la Juventus). Cet incident entraîne l'exclusion de tous les clubs anglais de toute compétition européenne pendant une durée de cinq ans (six pour Liverpool). Quatre ans plus tard, 96 supporters de Liverpool meurent écrasés au stade de Hillsborough à Sheffield lors de la demi-finale de la Coupe d'Angleterre. Cette tragédie conduit à la rédaction du Rapport Taylor, lequel prône l'interdiction des places non-assises dans les stades des deux premières divisions.

### Autres sports

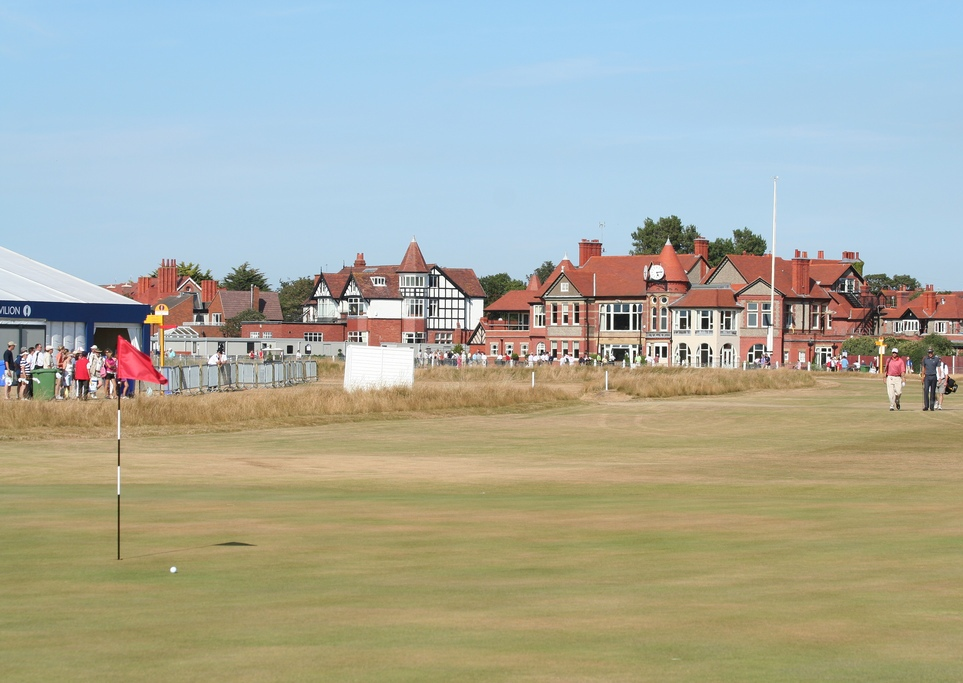
Le golf royal d'Hoylake.

#### Basketball
La ville compte une équipe de basketball jouant au plus haut niveau depuis 2007 avec les Everton Tigers. Il fait partie de la même structure que l’Everton Football Club, et participe au Toxteth Tigers youth development programme, qui concerne 1 500 jeunes chaque année.

#### County
Le County cricket est occasionnellement joué à Liverpool : le Lancashire County Cricket Club en organise chaque année un match au Liverpool Cricket Club d'Aigburth.

#### Course d'Aintree
La course d'Aintree est une course hippique mondialement connue se déroulant au début du mois d'avril au nord de Liverpool dans le comté de Sefton. L'épreuve phare est celle de Steeple-chase : le Grand National. Aintree a également accueilli, en plus des courses hippiques, des épreuves de course automobile, avec le Grand Prix de Grande-Bretagne dans les années 1950 et 1960. Le 11 septembre 1988, le site a accueilli le plus grand concert du Bad World Tour de Michael Jackson, en réunissant 125 000 personnes.

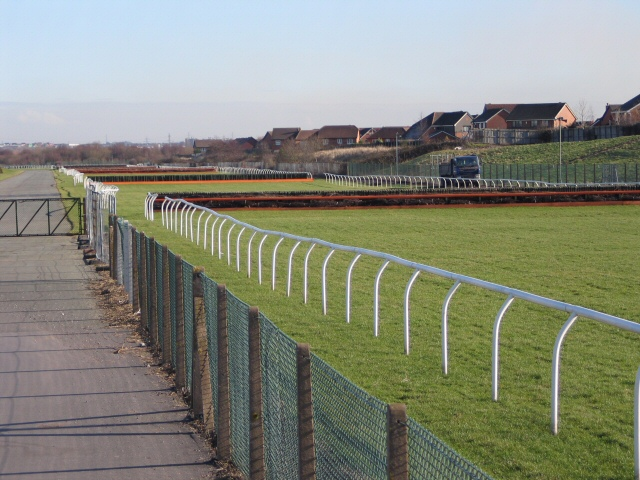
Champs de course d'Aintree.

#### Rugby
Même si le dernier club professionnel de la ville, le Liverpool City, n'existe plus depuis les années 1960, le rugby à XIII (rugby league) reste pratiqué aux niveaux amateur et étudiant. Le club Rugby Union est fondé en 1857, ce qui en fait l'un des plus vieux clubs de rugby à XV au monde. En 1986, il fusionne avec le St Helens RUFC pour former le Liverpool St Helens. À Sefton, au Blundellsands plus précisément, se trouve le Waterloo Rugby Club qui joue en deuxième division nationale.

#### Golf
Le club royal de golf de Liverpool, situé près de la ville de Hoylake dans la péninsule de Wirral, accueille régulièrement l'Open britannique, la dernière fois était en 2008. Il a aussi accueilli la Walker Cup.

#### Cyclisme
Liverpool a organisé la deuxième édition des championnats du monde de cyclisme sur route en 1922.

#### Divers
Le club des Harriers de Liverpool, qui s'entraîne au centre d'athlétisme de Wavertree, est l'un des cinq clubs d'athlétisme de la ville. La boxe a également une grande place à Liverpool : John Conteh, Alan Rudkin (en) et Paul Hodkinson en sont originaires et de nombreux tournois y ont lieu au niveau amateur. En gymnastique, le centre de Park Road offre un cadre d'entraînement de haut niveau. Le club de natation de la ville a remporté le championnat national huit fois en onze ans. Le programme de développement du tennis qui est basé au Wavertree Tennis Centre est l'un des plus grands du Royaume-Uni. Le club de karaté du Red Triangle de Liverpool a formé nombre des athlètes qui ont gagné le championnat du monde de 1990 à Sunderland, dont Sensei Keinosuke Enoeda, Sensei Frank Brennan, Sensei Omry Weiss, Sensei Dekel Kerer, Sensei Andy Sherry et Sensei Terry O'Neill, qui est aussi un acteur,.
Liverpool est l'une des trois villes qui hébergent toujours une équipe de baseball traditionnel britannique, et qui accueille tous les deux ans, en alternance avec Cardiff, le match Angleterre-Pays de Galles. Le club des Liverpool Trojans est le plus vieux club de baseball du Royaume-Uni.

### Stades

#### Anfield

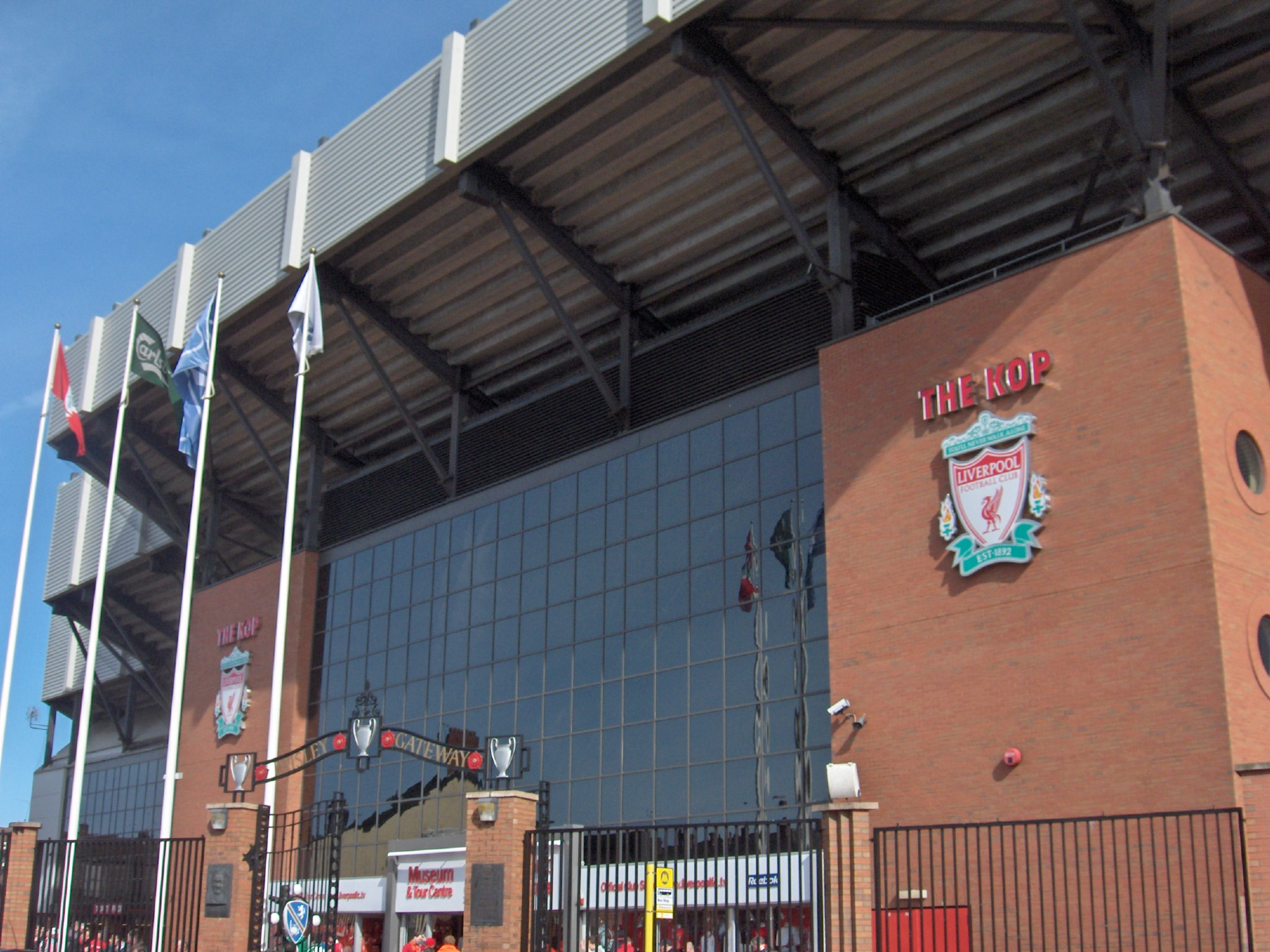
Kop d'Anfield.

Le Liverpool FC joue à Anfield depuis 1892, quand le club fut formé pour occuper le stade laissé vacant par le club d'Everton qui avait eu un différend avec le propriétaire du stade. Le stade a toutefois bien changé depuis ses débuts et a été reconstruit plusieurs fois notamment dans les années 1970. Aujourd'hui seule la tribune principale est antérieure à 1992. Le Spion Kop, reconverti en tribune assise en 1994/1995, était l'une des tribunes les plus célèbres au monde pour son ambiance et ses chants. Actuellement[Quand ?], Anfield est classé 4 étoiles au classement UEFA des stades. Il a une capacité de 54 074 places, qui offrent un grand confort. Le club du Liverpool FC possède également un centre de formation de haut niveau dénommé « The Academy ».
Le 30 juin 2004, le conseil municipal de Liverpool donne la permission au FC Liverpool de construire un nouveau stade de 73 000 places à moins de trois cents mètres d'Anfield, celui-ci ne pouvant plus être agrandi. Le 8 septembre 2006, la ville de Liverpool accorde au Liverpool Football Club un terrain pour les 999 prochaines années dans le Stanley Park pour construire le nouveau stade. En 2007, de nouveaux plans pour un stade d'une capacité d'accueil de 55 000 spectateurs sont acceptés par la ville de Liverpool. Le nouveau stade, dont le nom est Stanley Park Stadium, devait être construit par HKS, Inc. et la fin de sa construction était prévue pour 2012. Le stade est resté au stade de projet au vu des difficultés financières.

#### Goodison Park

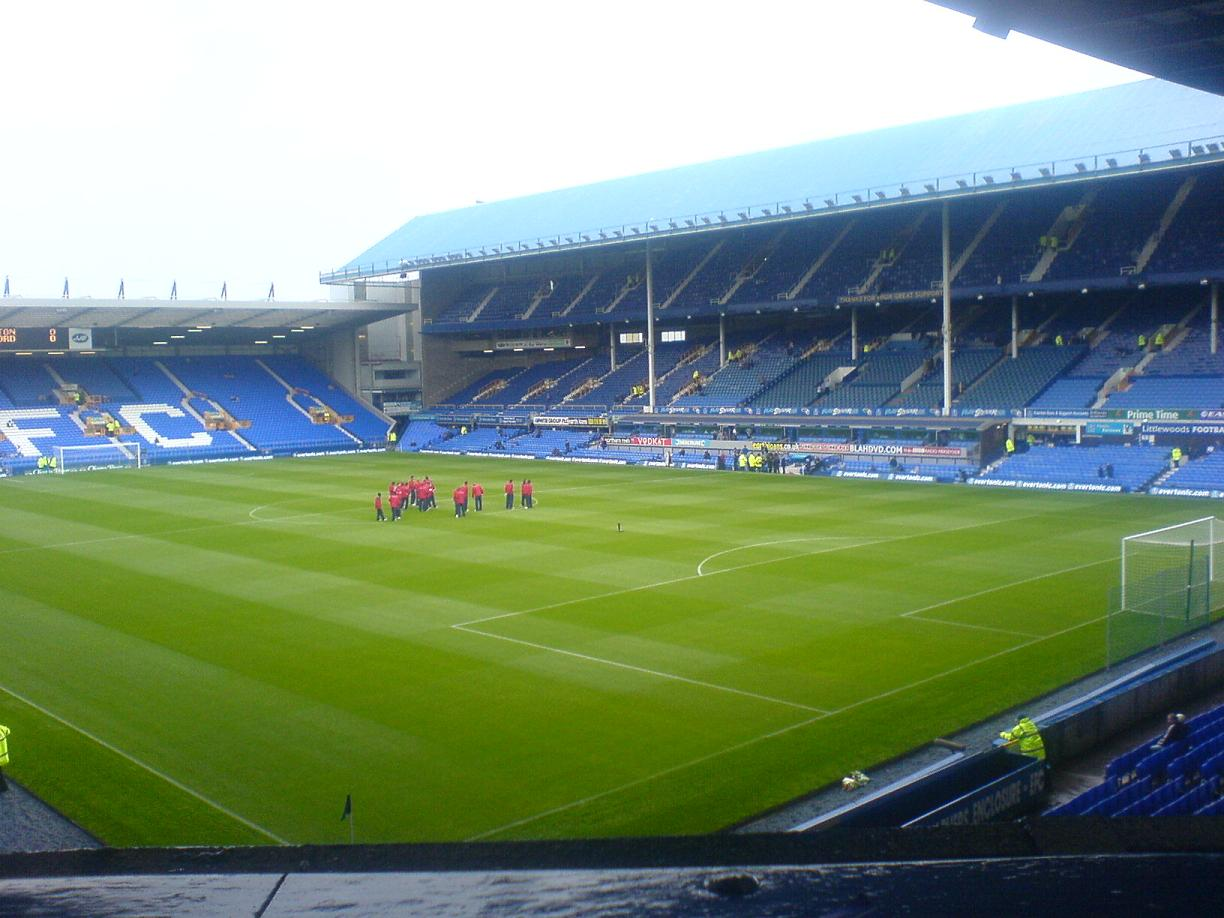
Goodison Park, le stade du Everton FC.

Après avoir quitté Anfield en 1892, Everton s'est installé à Goodison Park de l'autre côté du Stanley Park. Il est le premier grand stade de football d'Angleterre à avoir été construit : Molineux était certes déjà ouvert depuis trois ans mais était encore relativement peu développé, tandis que St James' Park, le stade de Newcastle également bâti en 1892, n'est alors encore qu'un champ aménagé. Seule l'Écosse possédait à l'époque des stades plus évolués.
Le terrain fut immédiatement renommé Goodison Park et inauguré le 24 août 1892, par Lord Kinnaird et Frederick Wall de la fédération anglaise. Cependant, ce jour-là les 12 000 spectateurs n'assistèrent pas à un match mais à un meeting d'athlétisme suivi d'un concert et d'un feu d'artifice. Le premier match eut lieu le 2 septembre de la même année entre Everton et Bolton (4-2). De nos jours, le stade a une capacité de 40 000 spectateurs assis. La dernière rénovation a été menée en 1994 pour rendre les places entièrement assises. La tribune principale date des années 1970, alors que les deux autres tribunes sont antérieures à la Seconde Guerre mondiale.
Depuis 1996, Everton souhaite emménager dans un nouveau stade. À l'origine, le club envisage la construction d'un nouveau stade de 60 000 places assises, mais en 2000, il réduit le nombre de places de son projet à 55 000 et propose de l'insérer dans l'opération de renouvellement urbain du King's Dock de Liverpool. En 2003, ce projet se révèle infructueux, le club d'Everton n'est pas capable de réunir les 30 millions de livres sterling représentant la moitié du coût du projet ce qui conduit au rejet du dossier par le conseil municipal.
Plus tard, en 2004, des négociations, sous la conduite du Liverpool Council et de la Northwest Development Corporation, se déroulent entre le club et le Liverpool FC dans l'optique d'une construction commune d'un stade situé à Stanley Park et classé monument de deuxième catégorie. Les négociations sont rompues car Everton ne peut apporter les fonds représentant 50 % du coût initial. Le 11 janvier 2005, Liverpool annonce l'impossibilité du plan de partage du coût de la construction du stade, et planifie la construction en propre du Stanley Park Stadium.
Le 16 juin 2006 Everton entre en négociations avec le conseil municipal du Borough of Knowsley et Tesco pour la possible construction d'un nouveau stade de 55 000 places assises à Kirkby. Le projet est extensible jusqu'à plus de 60 000 places. Le club prend l'initiative inhabituelle de demander l'avis de ses supporteurs en organisant un scrutin sur ce déménagement. Le scrutin se révèle positif avec 59,27 % de vote en faveur du projet. Cependant, une enquête publique liée à cette installation est programmée le 6 août 2008, retardant la construction d'au moins 18 mois. Le gouvernement rejette alors l'opération de changement de stade d'Everton,. Les politiciens locaux et régionaux continuent de soutenir le projet, le conseil municipal de Liverpool organise une réunion avec Everton en vue d'évaluer et de lister quelques sites convenables dans l'emprise territoriale de la ville.
La Fédération d'Angleterre de football dans son projet d'organiser la Coupe du monde 2018 ou la Coupe du monde 2022 inclut la ville de Liverpool parmi les sites d'organisation des matchs. Le club d'Everton déclare qu'il sera incapable d'accueillir ce type de matchs sans un nouveau stade.

## Personnes célèbres nées à Liverpool
Nombre de personnalités ont vu le jour à Liverpool :
- Richard Ansdell (1815-1885), peintre paysagiste et animalier de l'ère victorienne
- Robert D. Wilmot (1837-1920), homme politique canadien
- Kate Sheppard (1847-1934), suffragette et pionnière mondiale dans la revendication, et l'obtention (1893) du vote des femmes, en Nouvelle-Zélande
- Edith Alleyne Sinnotte (1871-1947), écrivaine australienne d'origine britannique
- Eleanor Rathbone (1872-1946), femme politique britannique
- Alan Bridges (1927-2013), réalisateur
- John Shirley-Quirk (1931-2014), chanteur classique
- Tom Baker (1934-), acteur britannique
- April Ashley (1935-2021), actrice et mannequin célèbre pour sa lutte pour les droits des personnes transgenres
- John Horton Conway (1937-2020), mathématicien
- les membres des Beatles :
  - John Lennon (1940-1980),
  - Ringo Starr (1940- ),
  - Paul McCartney (1942- ),
  - George Harrison (1943-2001)
- Terence Davies (1945-2023), réalisateur
- Tony Cragg (1949-), sculpteur
- Simon Rattle (1955-), directeur musical de l'orchestre philharmonique de Berlin
- Chila Kumari Burman (1957-) artiste britannique féministe et activiste
- Kate O'Regan (1957-), membre de la Cour constitutionnelle sud-africaine
- Paul McGann (1959-), acteur britannique
- Ian McCulloch (1959-), chanteur de Echo & the Bunnymen
- Lee Mavers (en) (1962-), chanteur et guitariste des The La's
- Jason Isaacs (1963-), acteur
- Melanie C (1974-), chanteuse du groupe Spice Girls
- Kele Okereke (1981-) : chanteur et guitariste de Bloc Party
- Natasha Hamilton (1982-), chanteuse
- Zack Lee (1984- ), acteur
- Georgia Groome (1992- ), actrice
- Jodie Comer (1993-), actrice

Plusieurs sportifs natifs de Liverpool se sont distingués, particulièrement des footballeurs du fait de la présence de deux clubs importants dans la ville :
- Steve McManaman (1972-)
- Robbie Fowler (1975-)
- Jamie Carragher (1978-)
- Peter Short (1979- ), joueur de rugby à XV
- Steven Gerrard (1980-)
- Wayne Rooney (1985-)
- Katarina Johnson-Thompson (1993-)
- Trent Alexander-Arnold (1998-)
- Curtis Jones (2001-)